# Manufactures royales en France
Vous lisez un « bon article » labellisé en 2021.

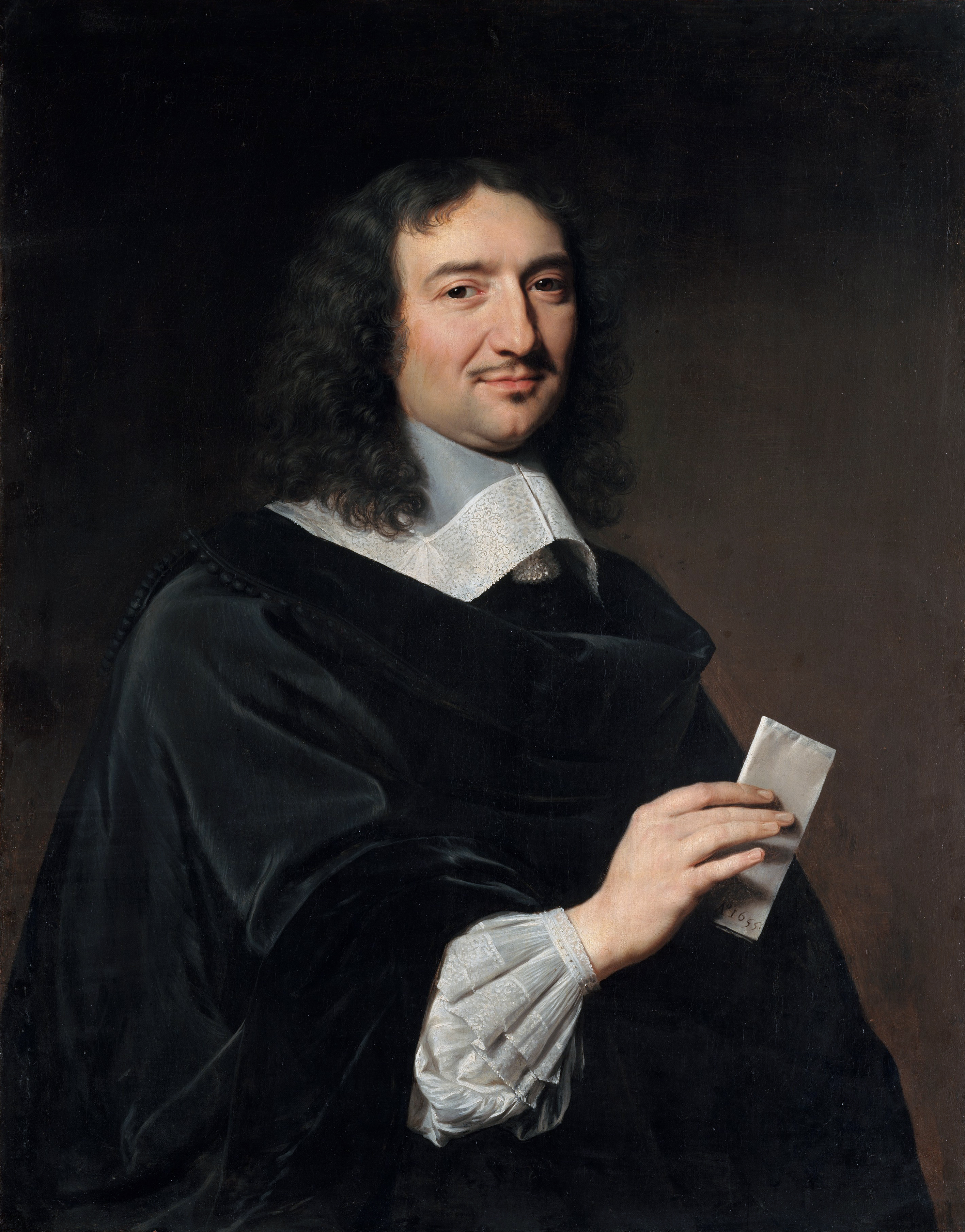
Jean-Baptiste Colbert, ministre de Louis XIV entre 1661 et 1683, et acteur majeur de l'industrialisation du royaume de France.

Les manufactures royales sont en France aux XVIIe et XVIIIe siècles des manufactures bénéficiant d'un privilège royal, c'est-à-dire d'un règlement pris par lettres patentes accordant des dérogations par rapport au statut commun de la communauté de métier correspondant à l'activité, notamment la possibilité de ne pas être vérifiés par ses jurés, d'avoir beaucoup plus de compagnons et d'apprentis que ne le permet une maîtrise, de réunir les activités de plusieurs métiers, ou de posséder un monopole. Ce règlement, qui comporte plusieurs dizaines d'articles, se substitue à ceux des métiers et constitue le statut de la manufacture.
Ces lieux de fabrication peuvent bénéficier d'un appui de l'État sous forme d'aides financières, d'aide au transfert de technologies, de commandes publiques, et de mesures protectionnistes comme l'octroi de monopoles temporaires.
Elles sont généralement associées aux politiques de Laffemas, ministre d'Henri IV qui publie en 1596 un Règlement général pour dresser les manufactures en ce royaume, et de Jean-Baptiste Colbert, ministre de Louis XIV entre 1661 et 1683, période pendant laquelle il instaure une politique industrielle d'État et crée des manufactures dans le textile, la sidérurgie, la céramique, le tabac, la construction navale et la verrerie. La plus connue, la manufacture des glaces de miroirs, permet d'équiper la galerie des Glaces du château de Versailles.
Au XVIIe siècle, la croissance du nombre de manufactures se poursuit dans un climat favorable à la diffusion des connaissances, marqué par la publication des « Descriptions des arts et métiers » par l'Académie royale des sciences (fondée par Colbert), puis, au milieu du XVIIIe siècle de la première « Encyclopédie » par Denis Diderot et Jean Le Rond d'Alembert.
L'héritage historique des politiques industrielles de Colbert et de ses successeurs est majeur, avec plusieurs grandes entreprises françaises issues d'anciennes manufactures royales, comme Saint-Gobain (ancienne manufacture des glaces de miroirs), Balsan (ancienne manufacture des draps de Châteauroux) ou encore la cristallerie Baccarat. Elle se poursuit jusqu'au XXe siècle avec les grandes entreprises d'État comme la SNCF, Électricité de France, France Télécom, Sud-Aviation devenu Airbus Industrie (1957), SEREB devenu Ariane Espace (1959), dans une tendance que l'économiste Elie Cohen a appelé le « colbertisme high tech » en hommage à l'ancien ministre de Louis XIV.
Malgré cela, l'impact à long terme des politiques industrielles de Colbert est controversé. Certains économistes et historiens libéraux considèrent cet interventionnisme comme inefficace, voire néfaste, par rapport au libéralisme économique en place à la fin du XVIIIe siècle en Grande-Bretagne où commence la révolution industrielle. D'autres au contraire font l'éloge de ces mesures volontaristes et protectionnistes et appellent à s'en inspirer, dans un contexte de forte désindustrialisation de la France depuis la fin du XXe siècle.

## Contexte économique et politique

### Contexte international

#### Progrès techniques et organisationnels

Carte de la diffusion de l'imprimerie en Europe de 1452 à 1500.

À partir du XVe siècle, la renaissance se répand en Europe, et se caractérise notamment par l'apparition et la diffusion de techniques de rupture notamment l'imprimerie, créée dans les années 1450 par Johannes Gutenberg, qui constitue une étape majeure de la mécanisation et de la diffusion des connaissances par écrit.
D'autres domaines connaissent des progrès techniques importants, comme la navigation, l'horlogerie, l'extraction minière et les méthodes bancaires.
L'usine, au sens moderne, est inexistante, mais certaines formes d'organisations reposant sur une sous-traitance à domicile apparaissent (comme l'établissage dans l'industrie horlogère), ainsi que des formes d'organisations scientifiques du travail comme à l'arsenal de Venise, producteur d'armes et galères.
À la fin du XVIe siècle, l'avènement des indiennes de coton dont la fabrication implique la mise en œuvre de processus techniques complexes provoque le développement en Europe d'une « proto-industrie » sous forme de petits ateliers en milieu rural. Parallèlement la production de soie, historiquement importée d'Asie par les « routes de la soie », est peu à peu maîtrisée en Europe notamment en France, où le roi Louis XII encourage, par lettres patentes, l'ouverture d’ateliers dans le Languedoc.

#### Évolution de la société
Au XVIe siècle, la Réforme protestante conduite par Martin Luther et Jean Calvin bouleverse l'Europe et porte les germes de ce qui constitue un « terreau » de valeurs qui révolutionnent la conception du travail et de la vie. En effet, d'après Max Weber, le travail n'a pas à être considéré comme le châtiment expiatoire du péché originel, mais comme une valeur fondamentale au travers de laquelle chacun s'efforce de se rapprocher de Dieu.
Tandis que l’Église catholique condamne l'usure, Jean Calvin l'autorise rendant le protestantisme compatible avec le libéralisme et la spéculation. Il est notable que l'expansion économique précoce se fait souvent dans un contexte politique déjà en partie affranchi du féodalisme : Venise est dominée par les marchands, et les Provinces-Unies ainsi que l'Angleterre se sont dotées d'un régime parlementaire.

#### Nouvelles idées économiques
À partir du XVIe siècle, la pensée politique n'est plus dominée par les théologiens, mais par des penseurs laïcs qui se soucient en premier lieu de la puissance de l'État et développent un nouveau courant de pensée : le mercantilisme. Selon les penseurs mercantilistes, l'État seul incarne l'intérêt national et il doit le défendre contre les agissements des autres nations, engendrant des politiques autoritaires, protectionnistes et très agressives. Ainsi au XVIe siècle, des sous-branches du mercantilisme émergent dans les différents pays d'Europe : Espagne (avec le bullionisme), France (le colbertisme, puis le mouvement physiocratique de François Quesnay), Hollande et Angleterre (le commercialisme).
Cette pensée est précapitaliste, car elle se soucie davantage de la puissance de l'État que du développement de la richesse privée. Toutefois, en contribuant à promouvoir l'idée d'un développement volontaire, raisonné, construit de l'activité économique, et privilégiant les activités à rendements croissants, le mercantilisme inspire des choix politiques favorables à une croissance économique en Europe à partir du XVIe siècle.

### Royaume de France sous la dynastie des Bourbons

#### Règne d'Henri IV: fin des guerres de religion et relance de l'économie
Arrivé au pouvoir en 1589, le roi Henri IV met fin aux guerres de religion en promulguant l'édit de Nantes en 1598, mais le royaume est alors dévasté et l'économie est à reconstruire. La production française de draps a été divisée par quatre entre le début de la guerre civile en 1562, et sa fin en 1598, tandis que le nombre d'artisans de la soie est passé de quarante mille à moins de mille sur la même période.

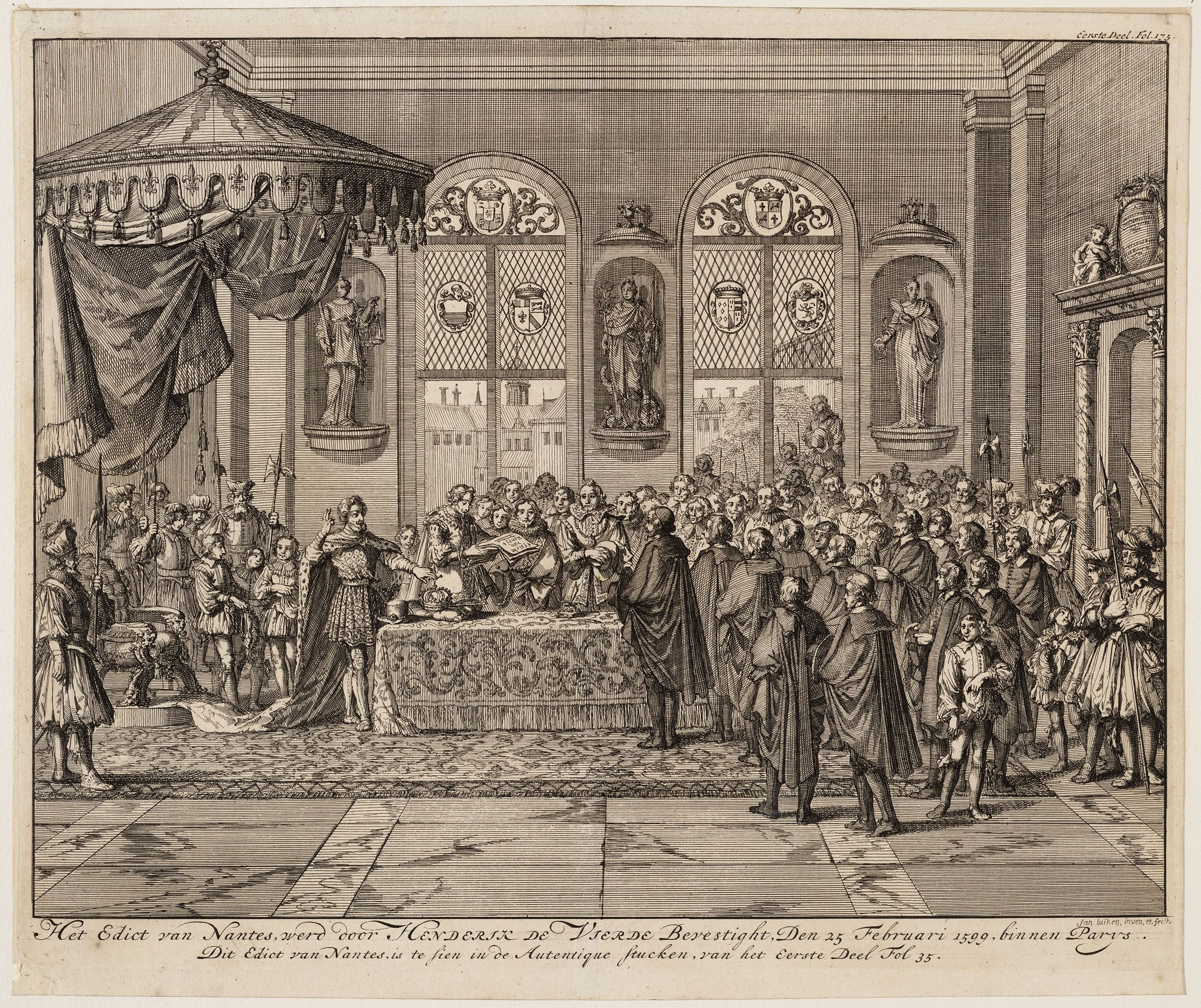
Enregistrement de l'édit de Nantes par le parlement de Paris en 1599.

Henri IV et son ministre le duc de Sully cherchent en outre à mettre fin aux importations massives de tapisseries des Flandres, qui déséquilibrent la balance commerciale française, et à libérer les forces créatives du pays dont l'accès aux métiers est verrouillé par le système des corporations.
En 1596, l'économiste et conseiller au commerce d'Henri IV Barthélemy de Laffemas publie un rapport intitulé Règlement général pour dresser les manufactures et ouvrages en ce royaume  contenant une série de préconisations pour relancer l'industrie, incluant l'interdiction d’importer des objets manufacturés, pour attirer les ouvriers étrangers par la naturalisation, et créer des ateliers publics pour les personnes valides sans emploi.
En 1601, les lissiers Marc de Comans et François de La Planche reçoivent l'autorisation pour l'ouverture d'une manufacture de tapisseries dans des ateliers du faubourg Saint-Marcel, la manufacture royale des Gobelins, et en 1606, Henri IV transforme les galeries du Louvre en « pépinière » d'artistes et artisans, faisant concurrence aux corporations et intégrant une grande diversité de métiers.
Parallèlement, Barthélemy de Laffemas et le jardinier nîmois François Traucat s'inspirent des travaux de l'agronome Olivier de Serres et jouent un rôle majeur dans l'histoire de la soie en faisant planter des millions de mûriers dans le Languedoc,. En 1605 commencent les travaux de creusement du canal de Briare reliant la Seine et la Loire, premier canal de transport fluvial creusé en France.

#### Politique économique de Richelieu sous le règne de Louis XIII
Le règne de Louis XIII de 1610 à 1643 est davantage marqué par un agrandissement du royaume et un renforcement du pouvoir royal orchestré par le cardinal de Richelieu, que par des politiques volontaristes dans l'économie du pays. Richelieu crée toutefois la Compagnie maritime de la « Nouvelle-France » en 1627, destinée à faciliter la colonisation du nord de l'Amérique, alors que l'économie du royaume de France se lance dans la traite négrière en 1642. Aucune nouvelle manufacture royale n'est créée pendant cette période, mais Louis XIII développe la manufacture des Gobelins en installant les ateliers sur les bords de la Seine dans les bâtiments d'une ancienne fabrique de savon, d'où le nom de cette extension, « manufacture de la Savonnerie ».

#### Colbertisme sous le règne de Louis XIV
Louis XIV accède au trône de France à la mort de son père en 1643, mais sa mère Anne d'Autriche assure la régence en raison de son jeune âge jusqu'en 1651. C'est pendant cette période qu'est construite la manufacture de cire Trudon (1643) qui fournit les églises et les châteaux du royaume en bougies et chandelles, tandis que les faïenceries de Rouen sont relancées grâce à l'appui de la Régente Anne d’Autriche (1644).
En mars 1661, sept ans après son couronnement, Louis XIV nomme Jean-Baptiste Colbert intendant des finances, puis contrôleur général des finances en décembre 1665. Comme ses prédécesseurs Sully et Richelieu, Colbert cherche à réduire le décalage entre le potentiel économique de la France et l'activité assez médiocre de l'économie réelle, et dès lors mettre fin à un commerce extérieur déficitaire. Pour diminuer les importations de produits de luxe italiens ou flamands, il décide de créer des manufactures et de favoriser le transfert de compétences en France, par l'embauche de travailleurs étrangers et parfois en pratiquant l'espionnage industriel.

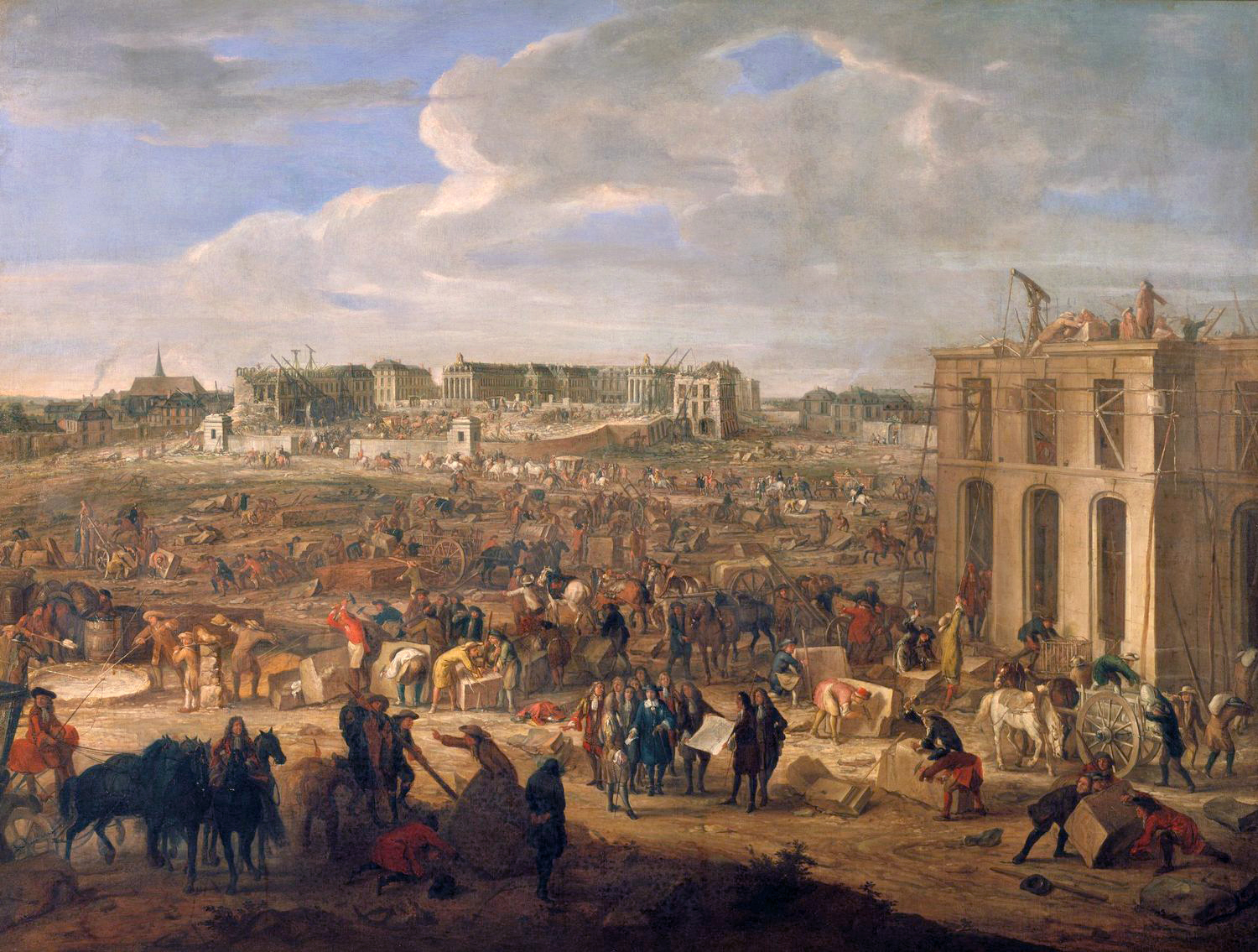
La construction du château de Versailles entre 1623 et 1682, tableau d'Adam van der Meulen, 1669.

En 1664, Colbert crée la manufacture royale de glaces de miroirs (qui deviendra plus tard Saint-Gobain), qui équipe la galerie des Glaces du château de Versailles entre 1678 à 1684 et autorise l'établissement des manufactures royales de tapisserie de haute et basse lice à Beauvais. L'année 1664 est aussi marquée par la création par Colbert de la Compagnie française des Indes orientales, qui contribue à l’expansion économique de la France, tout en engageant davantage le royaume dans la traite négrière, ce qui lui permet d'importer depuis les colonies des matières premières à bas coût.
Au début les années 1670, Louis XIV relance l'alliance franco-ottomane, favorisant sa politique expansionniste au détriment des Habsbourg, et l'obtention d'importants débouchés commerciaux au Levant pour l'industrie française. De grandes quantités de marchandises, principalement textiles, y sont expédiées depuis les ports de Sète et Marseille, tandis que les années suivantes, bénéficiant de ces aides à l'exportation, une douzaine de manufactures royales de draps est fondée dans la province du Languedoc.
Parallèlement pour améliorer la circulation des marchandises, Colbert développe de nouvelles voies de communication fluviales, comme le canal d'Orléans (1676-1692), et surtout le canal du Midi (1666-1681) permettant de relier l'océan Atlantique à la mer Méditerranée via la Garonne.

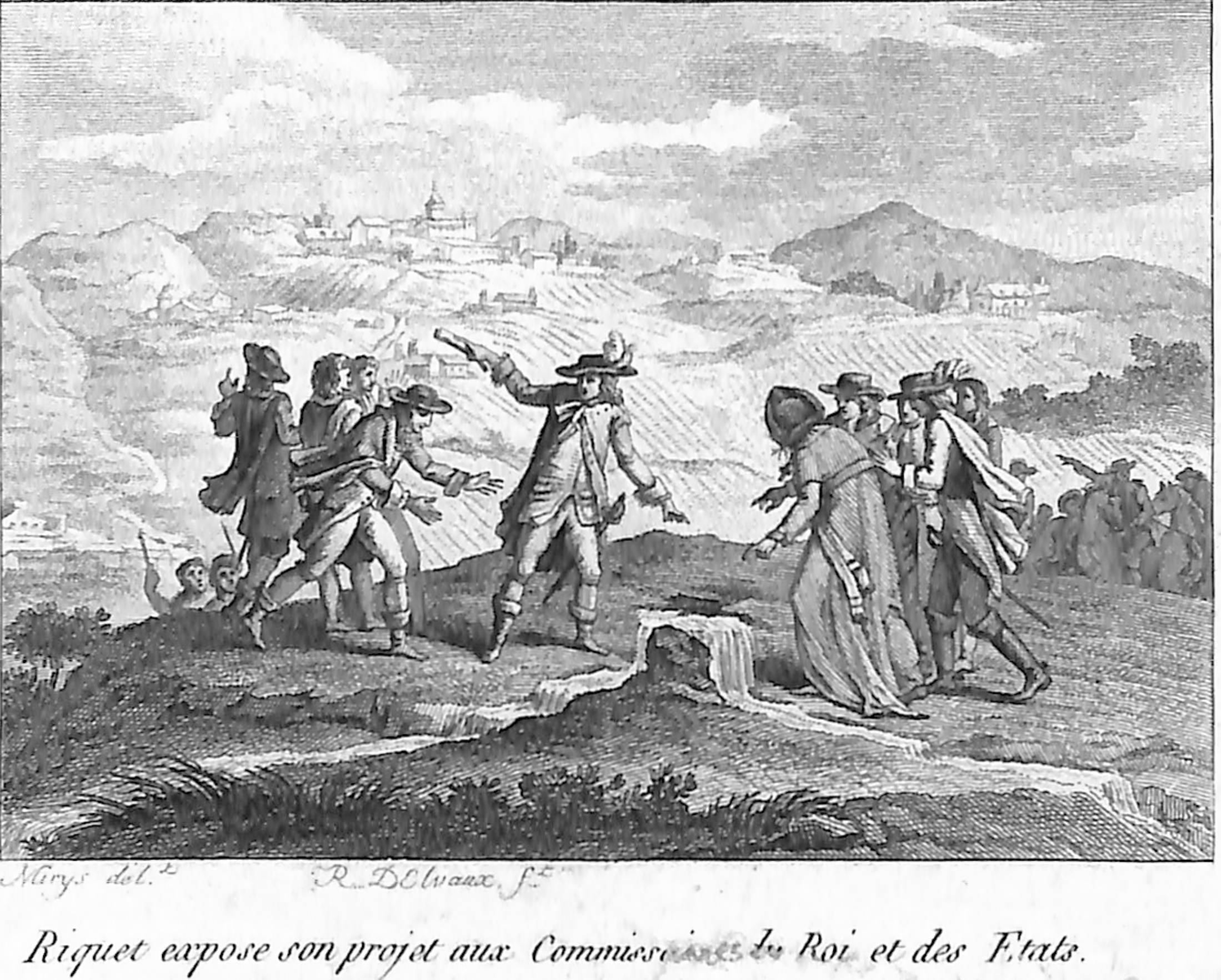
Pierre-Paul Riquet, architecte du canal du Midi, expose son projet aux commissaires du Roi et des États.

En 1678, la victoire de la France au terme de la guerre de Hollande lui permet d’agrandir son territoire vers l'est, et de faciliter ses exportations en Europe via les traités de Nimègue qui suppriment des tarifs douaniers à ses frontières.
Néanmoins, la révocation de l'édit de Nantes en 1685 (deux ans après la mort de Colbert) crée un exode massif de protestants français, dont un nombre important de négociants, d'artisans et ouvriers spécialisés, ce qui appauvrit le royaume de France au profit des pays qui les accueillent (essentiellement la Grande-Bretagne, les Provinces-Unies, la Suisse, et certaines principautés allemandes). Ces difficultés économiques sont en partie compensées par les dépenses militaires et les constructions entreprises en grand nombre dans le royaume, qui entretiennent une forte demande intérieure par la commande publique, et favorisent la production et le commerce[source insuffisante].
Dans les dernières années du XVIIe siècle, une nouvelle guerre menée par Louis XIV contre les puissances voisines, la guerre de la Ligue d'Augsbourg, lui permet d'affaiblir considérablement les économies britannique et hollandaise, ce qui profite aux producteurs et négociants français dans le secteur du textile.
À partir du début du XVIIIe siècle s’ouvre une phase de croissance de l'industrie manufacturière française qui dure, malgré quelques à-coups (guerres, épidémies de peste, crises commerciales), jusqu’à la guerre de Sept Ans (1756-1763). Le conseil et bureau du commerce, institution royale ancêtre des chambres de commerce et destinée à stimuler les exportations, est fondé en 1700. Le XVIIIe siècle est ainsi caractérisé par une symbiose étroite entre les régions manufacturières de province et la capitale, dominatrice, qui offre les appuis financiers et les commodités de ses structures commerciales.

#### Règne de Louis XV et siècle des lumières
Après la mort de Louis XIV en 1715, son arrière-petit-fils Louis XV lui succède, montant sur le trône à l'âge de cinq ans comme son prédécesseur (son oncle Philippe d'Orléans assure la régence jusqu'en 1723).

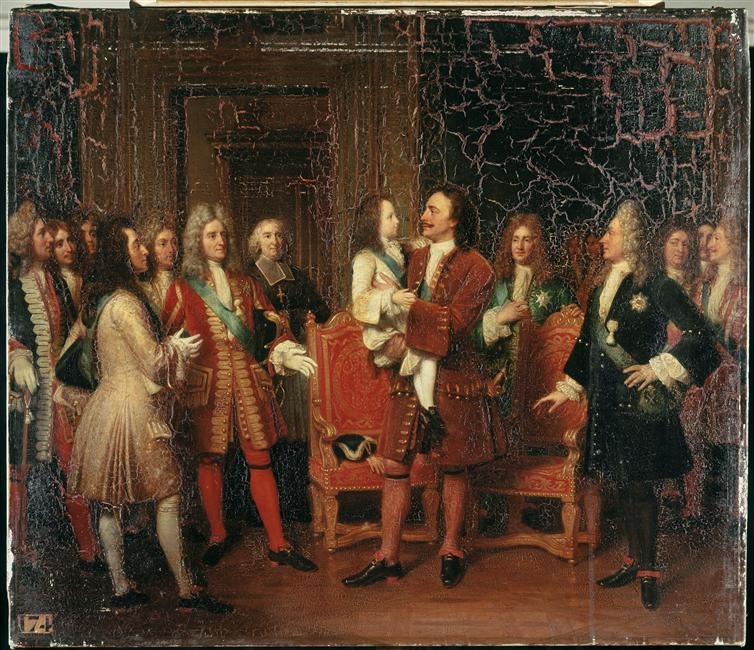
Rencontre entre le roi Louis XV (âgé de sept ans), et le tsar de Russie Pierre Ier lors de son voyage au Royaume de France en 1717.

Deux ans plus tard, le tsar de Russie Pierre Ier le Grand effectue un voyage de trois mois en France, avec l'intention assumée de s'inspirer du développement industriel de royaume pour moderniser à son tour son Empire,. Il rencontre le roi Louis XV alors âgé de sept ans, et visite les manufactures royales des Gobelins (tapisserie), d'Abbeville (draps de luxe), et de Charleville (armes à feu), ainsi que le système de pompage de Marly dans le parc de Versailles, les caves de Champagne à Reims, et l'Académie royale des sciences (fondée par Colbert en 1666),. À son retour en Russie, il fonde l'Académie des sciences de Saint-Pétersbourg en 1724. Ainsi, à peine un demi-siècle après le début des politiques volontaristes de Colbert, le développement industriel du royaume de France est devenu un exemple en Europe.
En 1730, Louis XV charge son secrétaire d'État de la Guerre Nicolas-Prosper Bauyn d'Angervilliers de créer une manufacture d'armes blanches à Klingenthal en Alsace. Dans le contexte de l'exploitation naissante des mines de charbon, un arrêt du Conseil d'État est édité en 1744, rappelant que les mines sont soumises aux droits attachés au Domaine de la Couronne et à sa Souveraineté.
Parallèlement, le règne de Louis XV, qui occupe la majeure partie du XVIIIe siècle, est marqué par la période du « siècle des lumières », caractérisée par une grande richesse littéraire, philosophique et culturelle, et une ambition de lutter contre l'obscurantisme et promouvoir la connaissance.

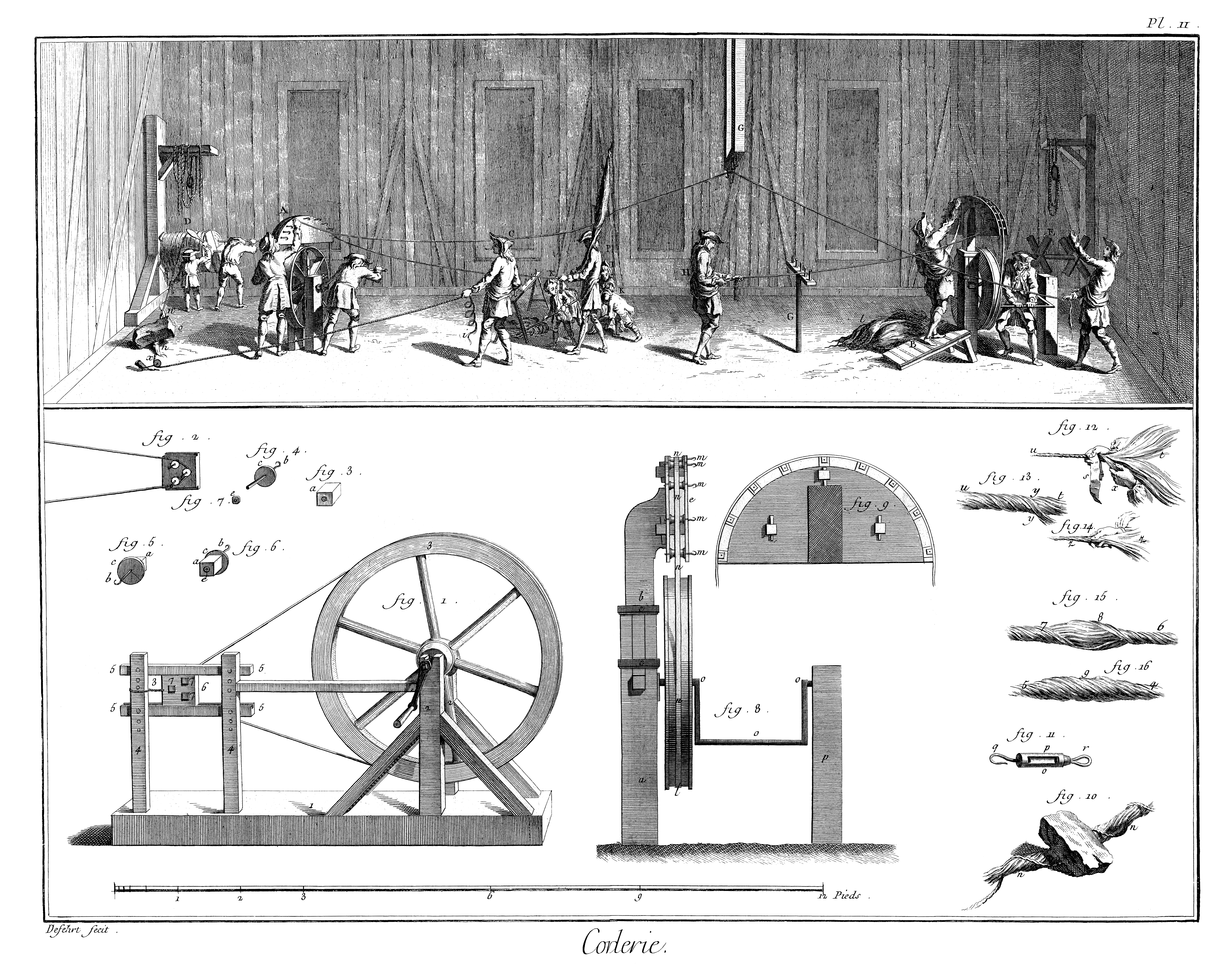
Illustration de l’Encyclopédie pour l'article « Corderie » écrit par le botaniste Duhamel du Monceau.

C'est dans ce contexte qu'est notamment rédigée la première « Encyclopédie » entre 1751 et 1772, avec pour ambition de synthétiser et diffuser les connaissances techniques et scientifiques de l'époque, et dont plusieurs articles décrivent des techniques et procédés industriels. Certains s'inspirent ou reprennent une partie des gravures intégrées dans les Descriptions des arts et métiers, une collection d'ouvrages publiés à la même époque par l'Académie royale des sciences. Ces travaux de compilation, synthèse, et diffusion des connaissances en sciences et ingénierie profitent à l'économie nationale en diffusant les compétences artisanales et industrielles. Par exemple, l'article du physicien René-Antoine Ferchault de Réaumur (qui dirige Descriptions des arts et métiers au début de sa publication) « L'Art de convertir le fer forgé en acier » permet au royaume de France de fabriquer ce métal auparavant importé.

#### Règne de Louis XVI et révolution française
Le règne de Louis XVI est de relativement courte durée par rapport à ses prédécesseurs : accédant au trône en mai 1774, il est renversé dix-huit ans plus tard par la Révolution française, avant d'être exécuté en janvier 1793 à l'âge de trente-huit ans. L'année même de son accession au trône, en octobre 1774, il accorde le titre de manufacture royale à la manufacture de cire, bougies, cierges et flambeaux de Dugny. Son règne est marqué par l'intervention française dans la guerre d'indépendance américaine en 1778 qui profite aux industries françaises, notamment aux manufactures d'armes à feu de Charleville et de Saint-Étienne, ainsi qu'à la manufacture de toiles à voiles d'Agen. L'écrivain dramaturge et homme d'affaires Pierre-Augustin Caron de Beaumarchais est sollicité par Louis XVI pour organiser la logistique des exportations d'armes produites en France à destination des insurgés américains.

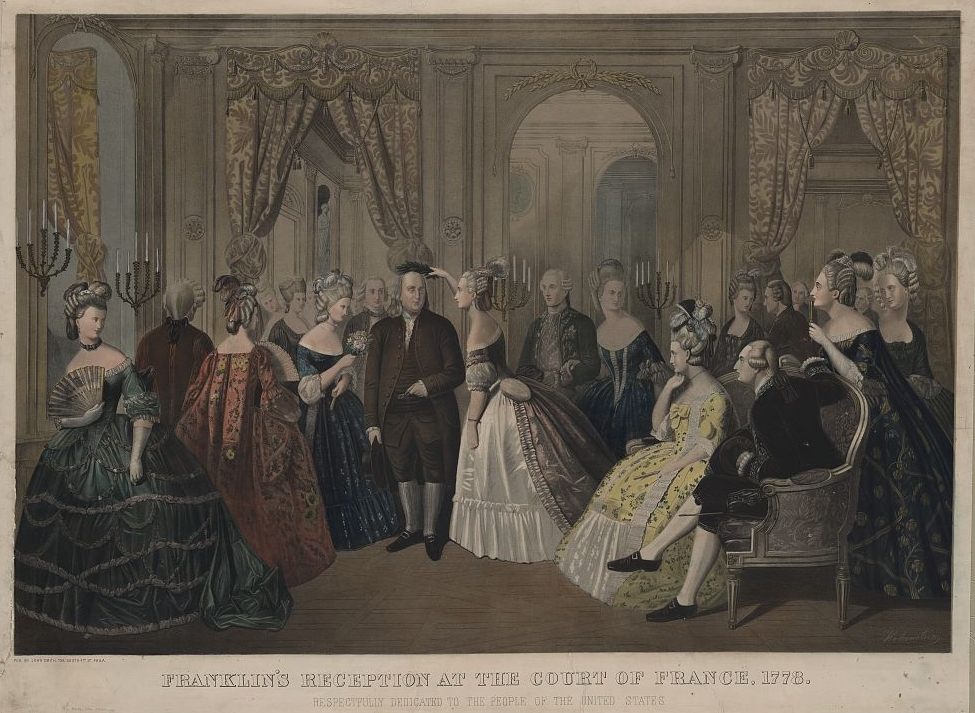
Benjamin Franklin reçu par le roi Louis XVI et la reine Marie-Antoinette à la cour de France en 1778 pour signer le traité d'alliance franco-américaine.

Mais cette intervention s'avère très coûteuse pour le royaume, et la détérioration des finances publiques, ajoutée à la médiocrité des récoltes exposées à un hiver particulièrement rude, crée les conditions de la Révolution française qui met fin à la monarchie en 1792.
Le règne de Louis XVI est néanmoins marqué par plusieurs réformes progressistes notoires, comme l'abolition du servage en 1779, et l'édit de Versailles, qui rétablit en 1787 les principes de l'édit de Nantes un siècle après sa révocation par Louis XIV. D'ailleurs, la même année, Louis XVI anoblit Christophe-Philippe Oberkampf, industriel protestant d'origine germanique, quatre ans après avoir décerné à sa manufacture de toiles indiennes le titre de « manufacture royale ». C'est enfin à Louis XVI qu'on doit la création de l'École nationale supérieure des mines de Paris, c'est l’une des plus anciennes et sélectives écoles d'ingénieurs françaises, fondée par une ordonnance du 19 mars 1783, alors que l'industrie minière est en pleine expansion.
Au siècle suivant, capitalisant sur les innovations technologiques et organisationnelles des XVIIe et XVIIIe siècles, une partie de l'Europe incluant la France bascule d'une société à dominante agraire et artisanale, vers une société commerciale et industrielle, dans un processus connu comme la « révolution industrielle ».

## Principales manufactures royales par secteur
La politique industrielle principalement initiée par Colbert et poursuivie par ses successeurs tient à la création de manufactures protégées (principalement par des monopoles royaux), privilégiées et subventionnées, ouvertes dans les grands centres ou à côté des corporations. Dans l'esprit de Colbert, le soutien de l'État tient un rôle de protectionnisme éducateur. Dès lors, il n'est pas question de maintenir définitivement les situations de monopole (souvent limitées à vingt ans), les avantages fiscaux, ni même la certitude de commandes publiques et de subventions dont jouissent les manufactures à leur création.
Cette conception est illustrée dans une lettre écrite par Colbert aux échevins de Lyon : « Les habitants de cette ville feraient bien de considérer les faveurs dont leur industrie est l'objet comme des béquilles à l'aide desquelles ils devraient se mettre en mesure d'apprendre à marcher le plus tôt possible, et que mon intention est de les leur retirer ensuite ».
Le soutien de l'État se manifeste aussi par une facilitation des transferts de technologies et de compétences par l'embauche de travailleurs spécialisés, et par des exigences qualitatives imposées sous forme d'ordonnances royales pour rendre les produits français compétitifs. La plupart des manufactures royales sont fondées avec le soutien de la monarchie, mais il arrive fréquemment que des ateliers de fabrication déjà existants et en activité depuis plusieurs années reçoivent le titre de manufacture royale. C'est notamment le cas des ateliers de textiles d'Aubusson et d'Alençon (1665), de la manufacture de Jouy (1770), ou de la cristallerie de Portieux à la suite du rattachement de la Lorraine à la France (1767).

### Manufactures du secteur textile

#### Fabrications de tapisseries

##### Manufacture des Gobelins
La manufacture de tapisserie des Gobelins est créée à Paris en avril 1601 à l'initiative d'Henri IV et de son conseiller du commerce Barthélemy de Laffemas. Un privilège est accordé aux deux tapissiers flamands Marc de Comans et François de La Planche venus en France pour ouvrir des manufactures, interdisant à toute personne d'ouvrir un atelier semblable pendant 15 ans.

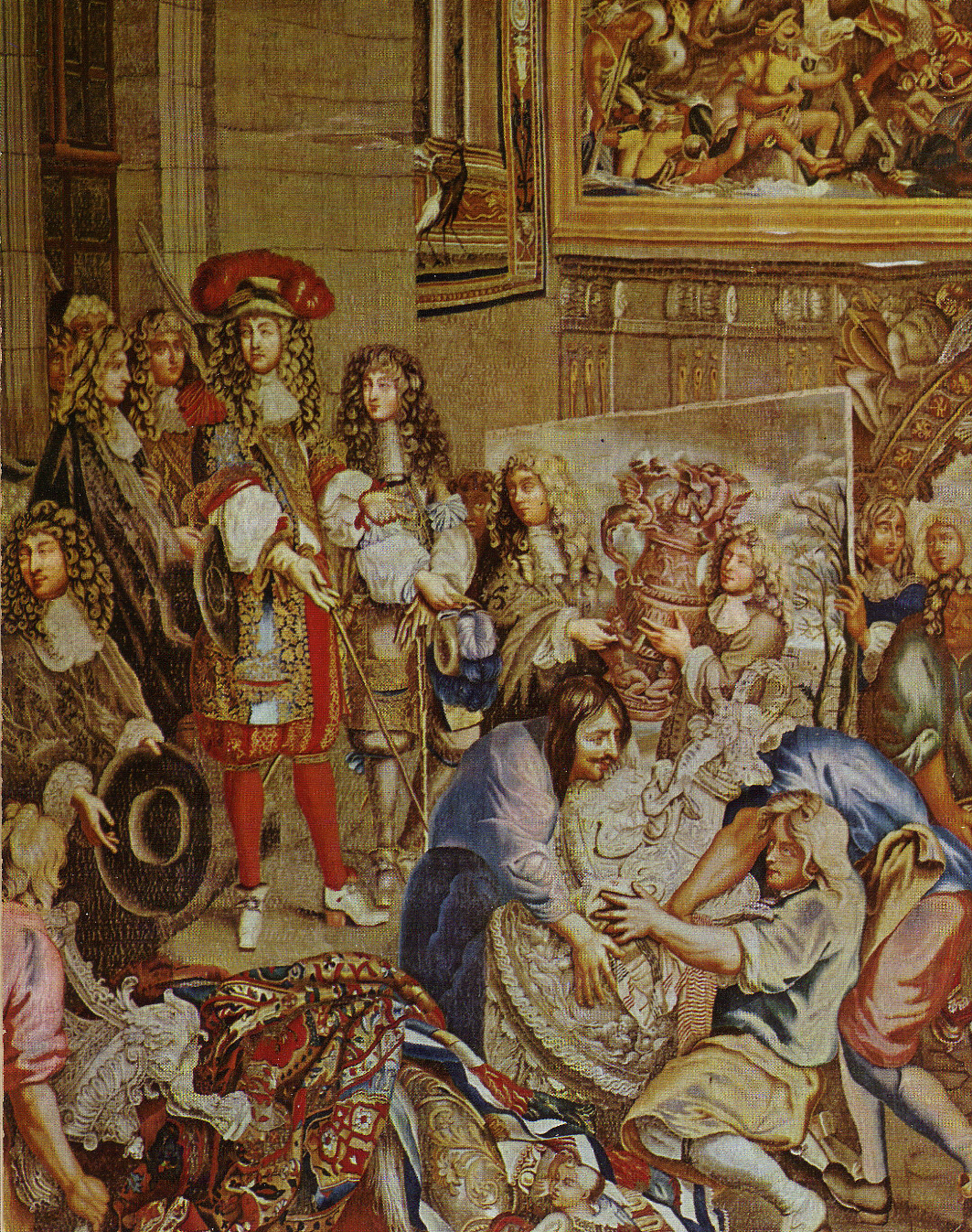
Louis XIV visitant la manufacture des Gobelins avec Colbert en 1667.

Ces ateliers sont tout d'abord dispersés, jusqu'à ce que Colbert les regroupe en 1662 dans un seul bâtiment, dont il confie la direction à Charles Le Brun, premier peintre de Louis XIV, qui assure ce rôle jusqu'à sa mort en 1690. Sous sa direction, la production de la manufacture, destinée à l'ameublement des maisons royales et aux présents diplomatiques, acquiert une réputation internationale.
Pendant trente ans de 1664 à 1694, la manufacture des Gobelins réalise sept cent soixante-quinze pièces, dont cinq cent quarante-cinq rehaussées de fil d’or. En 1694, la monarchie, en difficulté financière à cause des guerres menées par Louis XIV, réduit son train de vie, et la manufacture est contrainte de fermer ses portes pendant cinq ans. Au XVIIIe siècle, elle reprend ses activités, et plusieurs directeurs, architectes de formation, succèdent à Charles Le Brun : Robert de Cotte, Jules-Robert de Cotte, Jean-Charles Gasnier d'Isle et Jacques-Germain Soufflot.
Après la Révolution française, la manufacture des Gobelins se met au service du Premier Empire, et les tapisseries glorifient les campagnes napoléoniennes. La tradition des visites officielles reprend, et Napoléon Ier offre au Pape Pie VII lors de sa visite en 1805 une tenture du Nouveau Testament.
De 1860 à 1871, les manufactures des Gobelins et de Beauvais sont réunies sous la direction du peintre Pierre-Adolphe Badin, qui lance un important programme de décoration textile pour les palais impériaux. Rattachée à l’administration du Mobilier national en 1937, la manufacture des Gobelins emploie actuellement trente agents et dispose de quinze métiers à tisser, produisant chaque année six à sept pièces.

##### Manufacture de la Savonnerie

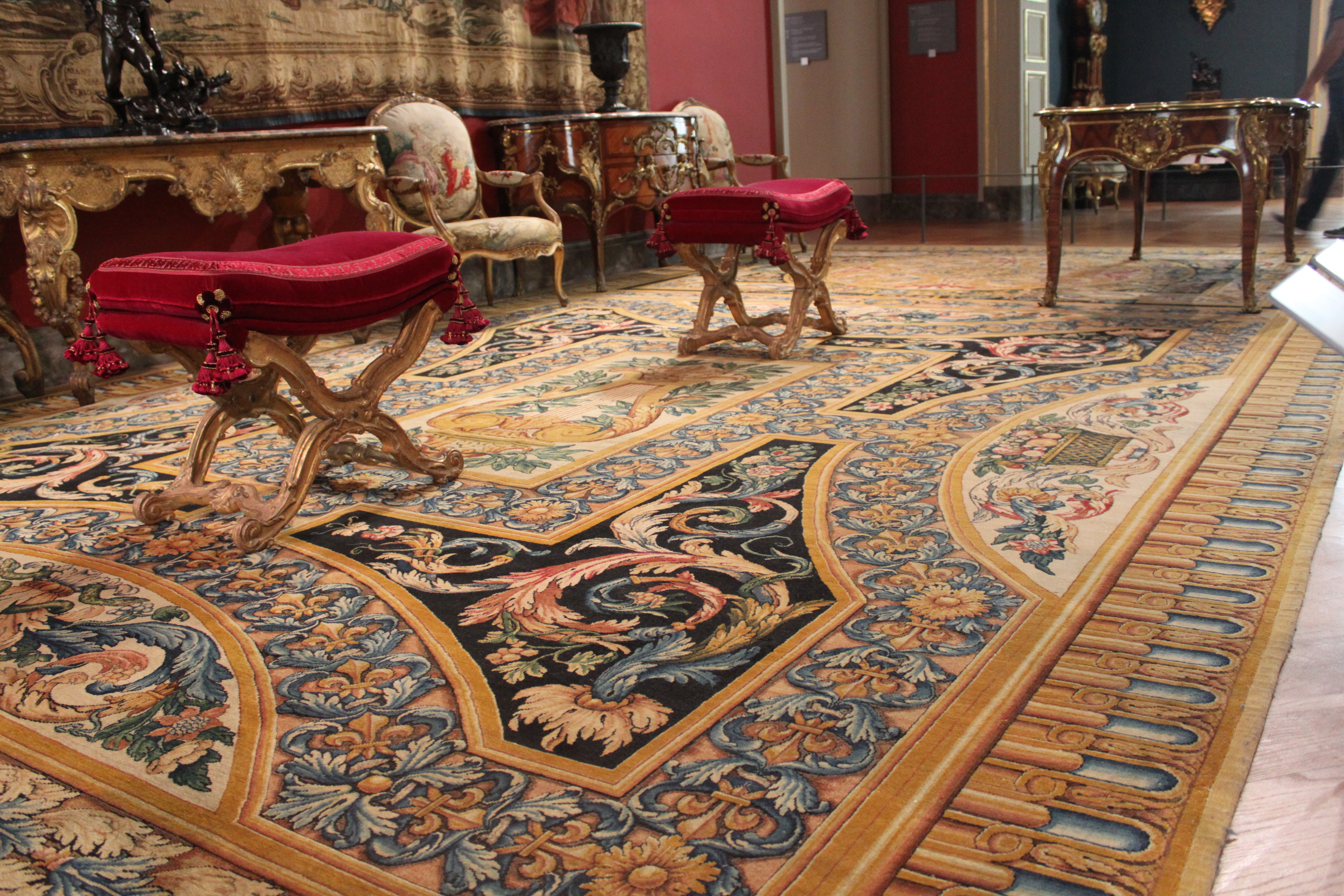
Tapis de la Manufacture de la Savonnerie, d'après Charles Le Brun, fabriqué pour la Galerie d'Apollon.

La manufacture de la Savonnerie est construite à Paris en 1650, et réorganisée par Colbert en 1663 qui la place, comme les Gobelins, sous la direction artistique du peintre Charles Le Brun. Dès lors, elle connaît une période de forte croissance pendant laquelle sa production, exclusivement réservée au roi, sert soit à des présents diplomatiques, soit à l'ameublement des résidences royales.
En 1665, la manufacture de la Savonnerie produit 13 tapis destinés à la Galerie d'Apollon au Louvre, et en 1668 on y produit l’ensemble des 93 tapis pour la Grande Galerie du Louvre.
Au siècle suivant, Louis XV passe à son tour plusieurs commandes importantes à la manufacture, notamment un tapis pour la chambre du Roi à Versailles en 1728, un tapis pour la chambre de la Reine à Versailles en 1730, et un tapis pour la chapelle de la Trinité à Fontainebleau en 1737. La manufacture de la Savonnerie est officiellement intégrée à la manufacture des Gobelins par le roi Charles X en 1825.

##### Manufacture de Beauvais
La manufacture de tapisserie de Beauvais est fondée en 1664 par Colbert, en vue de développer une fabrication française et réduire l’importation des tapisseries flamandes. Contrairement à la manufacture des Gobelins dont la production était essentiellement destinée au roi, la manufacture de Beauvais est à l'origine orientée vers le marché privé. Elle devient la propriété du roi en 1684, qui la transmet à ses successeurs jusqu'à la Révolution française. Le peintre Jean-Baptiste Huet en prend la direction en 1790. Fermée en 1793, la manufacture de Beauvais rouvre l'année suivante, devenant propriété du gouvernement républicain, mais son activité décline au XIXe siècle.
Administrativement rattachée au mobilier national (rattaché au Ministère français de la Culture) en 1936 (comme les Gobelins en 1937), la manufacture est transférée à Aubusson en 1939, après le bombardement des bâtiments de Beauvais pendant la Seconde Guerre mondiale, puis rapatriée à Paris.

##### Manufacture d'Aubusson

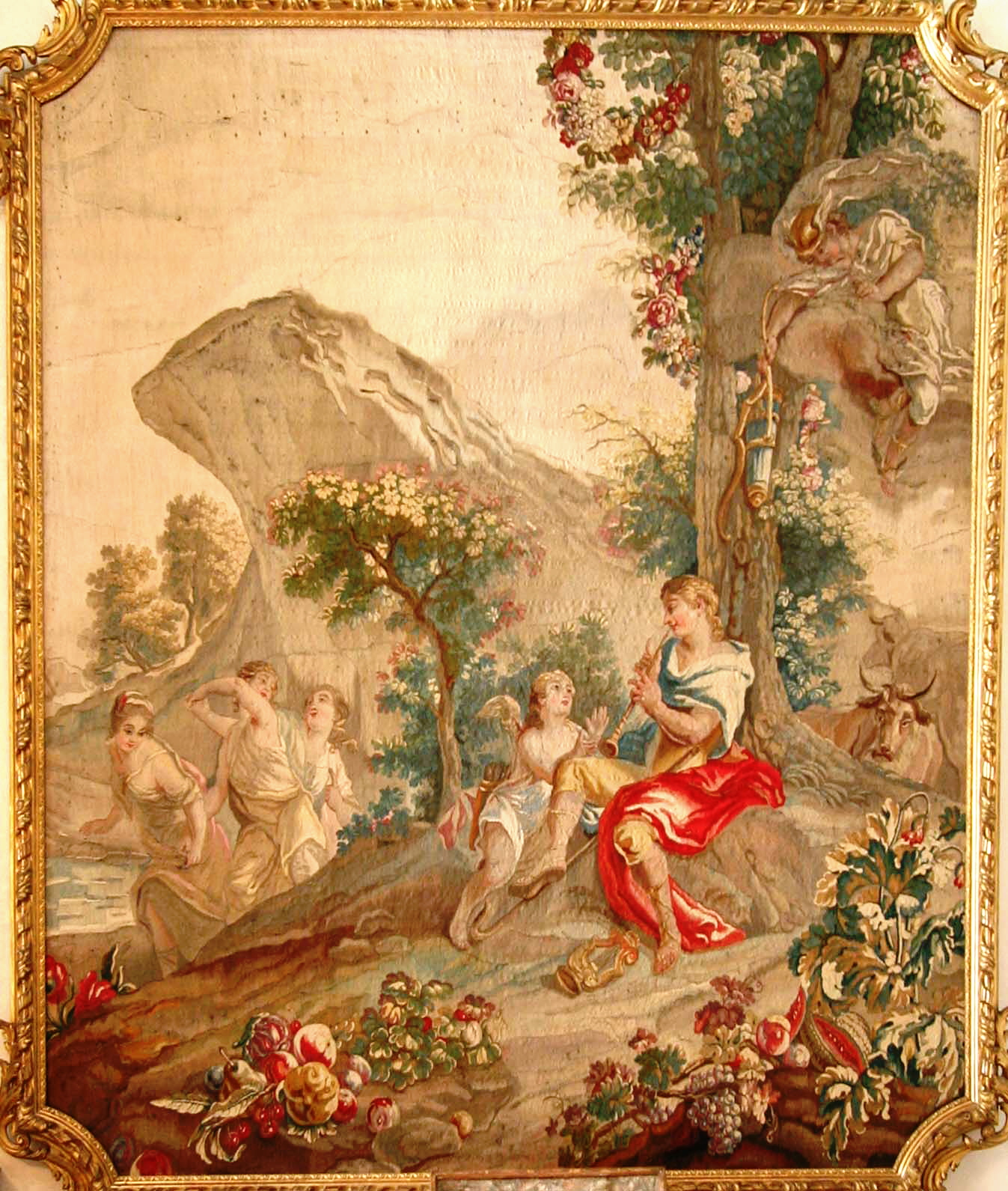
L'Éducation d'Apollon (Musée Grobet-Labadié à Marseille), tapisserie en laine et soie de la manufacture royale d'Aubusson, XVIIIe siècle.

L'existence d'ateliers de lissiers dans la ville d'Aubusson près de Limoges est attestée depuis le milieu du XVIe siècle, mais cette industrie était en régression lorsque Louis XIV décide de la relancer en offrant en 1665 à l'ensemble des ateliers privés le titre de « manufacture royale » et des facilités de travail. Le peintre du roi Isaac Moillon est mis à disposition des producteurs, et réalise de nombreux « cartons » pour des tapisseries qui sont tissées à Aubusson. L'originalité de la manufacture royale d'Aubusson est qu'il ne s'agit donc pas d'une manufacture au sens industriel, mais d'un ensemble d’ateliers préexistants ayant reçu un label royal.
En 1732, un nouvel édit royal accorde aux ateliers la mise à disposition par la monarchie d'un peintre pour aider à l'exécution des cartons, et d'un teinturier pour servir de conseiller aux divers fabricants. Cet édit réglemente également les couleurs utilisées pour les tapisseries, notamment les lisières qui doivent être bleues et la marque du fabricant qui doit être tissée après la mention « Aubusson », plutôt que son atelier d'origine. Mais ces règlements n'ont pas systématiquement été appliqués, et plusieurs pièces conservées montrent que les producteurs ont préféré mentionner leur titre de Manufacture royale.
De nombreuses tapisseries d'Aubusson sont exposées à la Cité internationale de la tapisserie ouverte en 2016, qui remplace le musée préexistant de 1982 à 2016. Elles cohabitent avec d'autres expositions temporaires d'œuvres contemporaines, inspirées notamment des univers de J. R. R. Tolkien et Hayao Miyazaki.

##### Manufacture de toile de Jouy

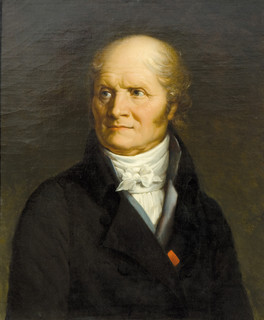
Christophe-Philippe Oberkampf, fondateur de la « manufacture Oberkampf », et acteur majeur de l'industrie du coton en France.

La manufacture de toile de Jouy est fondée en 1760 dans la commune de Jouy-en-Josas en région parisienne par Christophe-Philippe Oberkampf, industriel d'origine germanique naturalisé français vers 1770, et Antoine de Tavannes. L'emplacement est choisi en raison de la présence de la Bièvre et de ses qualités chimiques propices au lavage des toiles. Cette manufacture, désignée comme « manufacture Oberkampf », devient rapidement l'une des plus importantes indienneries d'Europe au XVIIIe siècle et laisse son nom dans l'histoire de l'art décoratif.
C'est plus de vingt ans après sa création, en 1783, que la fabrique reçoit du roi Louis XVI le titre de manufacture royale, et en 1787 qu'Oberkampf est anobli par lettre de mérite. Ayant réussi à poursuivre son activité pendant la Révolution française, Oberkampf met en marche, en 1797, la première machine à imprimer les toiles indiennes, et met au point quelques années plus tard de nouvelles couleurs. Au début du XIXe siècle, alors qu'il possède un quasi-monopole des toiles peintes, Napoléon Ier visite ses ateliers en 1806 et le décore de la Légion d'honneur. À son apogée, l'entreprise emploie plus de 1 300 tisserands, graveurs et coloristes, mais sa croissance cesse à la mort de son fondateur en octobre 1815, dans la foulée de la chute du Premier Empire.
Les années suivantes, l'industrie supplante peu à peu l’artisanat, provoquant une baisse des prix dans le textile sur lesquels la manufacture Oberkampf peine à s'aligner. Elle ferme en 1843, alors que l'industrie du coton, largement impulsée par Oberkampf, employait en France environ trois cent mille ouvriers.

##### Manufacture des moquettes d'Abbeville

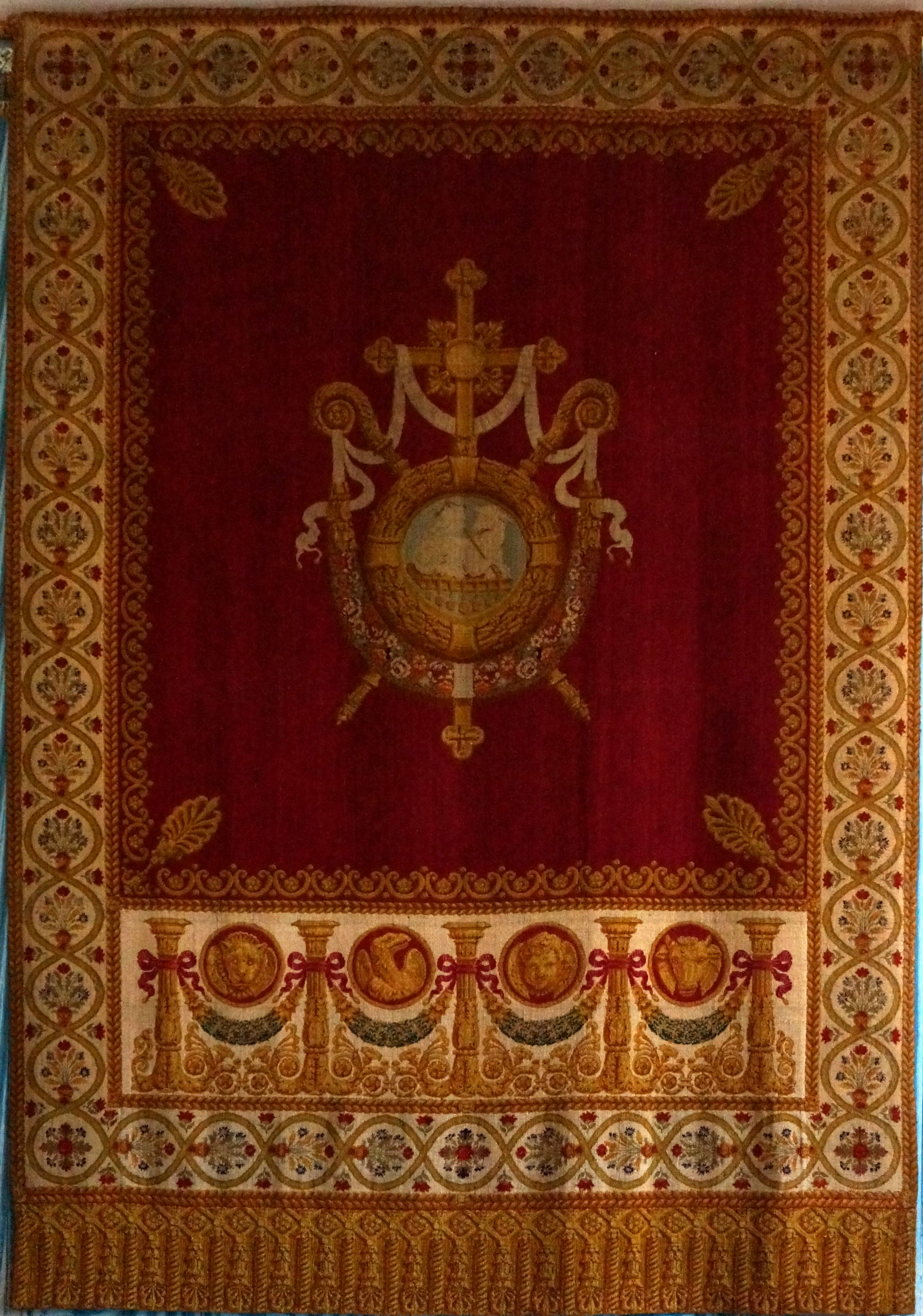
Moquette du sacre de Charles X

En 1667, Colbert fait venir le flamand Philippe Leclerc à Abbeville en Picardie pour y créer une Manufacture des Moquettes, spécialisée dans la fabrication de « mocades ». L'activité est reprise en 1686 par Jacques d'Homassel puis son gendre Jacques Hecquet et restera aux mains de cette famille jusqu'en 1823.
Ce fut ensuite les frères Pierre-Antoine et Joseph Maximilien Vayson qui les succédèrent. C'est durant leur administration que la manufacture s'installa dans les anciens locaux de l'abbaye Notre-Dame de Willencourt et fournie les moquettes du sacre de Charles X. En 1867, la principale manufacture d'Abbeville ferme ses portes ce qui permet à Jean-Antoine Vayson, fils de Pierre-Antoine, de centraliser toutes ses activités dans les locaux de celle-ci. La fabrication de tapis et moquettes perdure jusqu'en 1912 sur Abbeville.

#### Fabrication de draps
Au XVIIIe siècle, Louis XIV et Colbert engagent le développement de l'industrie du drap, espérant concurrencer la production anglaise et hollandaise. En 1670 est créée, à nouveau à la demande de Colbert, la Compagnie du Levant chargée de vendre les draps languedociens dans l'Empire ottoman, notamment via les villes portuaires de Constantinople, Smyrne, et Alexandrie. Cette industrie prend véritablement son essor dans les dernières années du XVIIe siècle, lorsque la guerre de la Ligue d'Augsbourg affaiblit les concurrents anglais et hollandais, et que les négociants marseillais prennent les affaires en main avec la création en 1693 d’un « Bureau des Draps », sur le long circuit reliant le Languedoc aux Échelles du Levant.

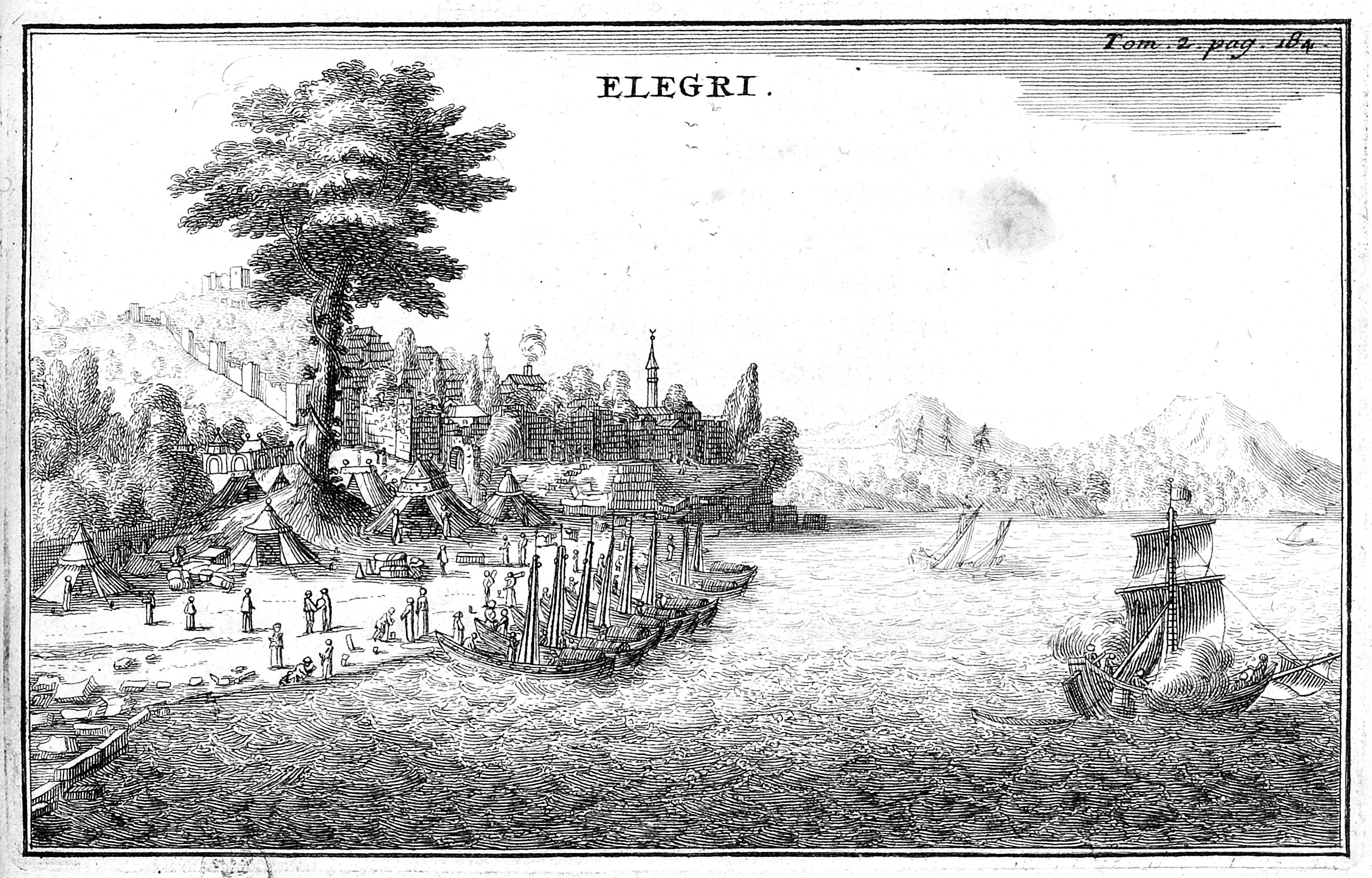
Gravure extraite de Relation d'un voyage au Levant de l'explorateur Joseph Pitton de Tournefort (1717).

De 10 000 pièces environ en 1700, les envois au départ du port de Marseille à destination de la Méditerranée orientale (Empire ottoman et Perse) atteignent près de 85 000 en 1775, tandis qu'entre 1757 et 1776, cette région absorbait près de 90 % de la fabrication languedocienne.
Les producteurs et les marchands sont particulièrement attentifs à la qualité des marchandises, condition essentielle pour conquérir de marchés lointains, et jouent la carte du « label » pour faciliter l’identification des produits dans leur provenance et caractéristiques. Pour mettre sur le marché des produits sélectionnés et compétitifs, la fabrication est soumise par Colbert à une stricte législation, et les draps subissent plusieurs contrôles par un corps d’inspecteurs des manufactures avant leur expédition vers les Échelles du Levant. Dans le même temps, des régisseurs des négociants marseillais établis au Levant transmettent des informations relatives à la sensibilité des consommateurs, aux goûts et à la mode locale auxquels les producteurs français s'adaptent en variant les importations de matières premières et de colorants.
Plusieurs manufactures de drap sont fondées dans la province du Languedoc ainsi qu'en Île-de-France (Chevreuse), en Alsace (Sedan), dans le Berry (Châteauroux), et en Picardie (Abbeville).

##### Manufactures royales de draps du Languedoc
Le territoire du Languedoc, historiquement très actif dans la fabrication et l'exportation de textiles, est particulièrement encouragé par la monarchie à accueillir des manufactures destinées à la fabrication de draps. Au début du XVIIIe siècle, le Languedoc comptait une douzaine de manufactures royales dont neuf aux alentours de Carcassonne, de tailles diverses, ainsi qu'une cinquantaine de manufactures privées. Les principales manufactures royales sont :
- la manufacture de draps des Saptes est créée à Carcassonne en 1667 par Colbert et emploie deux cents ouvriers en 1689. Dix ans plus tard, éprouvée par la concurrence des nombreuses manufactures ouvertes dans la même région, celle-ci est contrainte de cesser son activité, avant d'être relancée à l'initiative de l'État au début du XVIIIe siècle[65]. Elle ferme définitivement vers 1780[65] ;
- la manufacture de Villeneuvette — à proximité de Lodève —, destinée à la fabrique de draps, est créée en 1675 et déclarée manufacture royale en 1677 ; sa production de qualité est destinée au Levant, mais l'exportation connaît un succès variable[66]. En 1803, elle passe sous le contrôle de la famille Maistre et fabrique du drap de troupe pour l'armée. Dès la fin du Second Empire et jusqu'à sa fermeture en 1954, elle fonctionne sur le modèle du patronage tel qu'il a été théorisé par le sociologue Frédéric Le Play[67]. L'édifice, confondu avec la commune de Villeneuvette, est inscrit au titre des monuments historiques en 2014[68] ;
- la manufacture royale de la Trivalle, fondée à Carcassonne en 1694 par Guillaume III Castanier, bénéficie du statut et des privilèges octroyés aux établissements industriels royaux dès 1696[69]. Après une croissance continue et plusieurs agrandissements au cours du XVIIIe siècle, elle fait faillite en 1789, puis le bâtiment est racheté en 1812 et reconverti en filature de laine mécanisée[69] ;
- la manufacture royale de draps de Montolieu, à proximité de Carcassonne, construite sur ordre de Louis XV en 1739, qui connait son apogée dans la deuxième moitié du XVIIIe siècle, avant que les guerres qui suivent la période révolutionnaire ne freinent la production et le commerce[70]. L'édifice, transformé en maison d'hôte au début du XXe siècle, est inscrit au titre des monuments historiques en 2004[71].

##### Manufactures royales de draps dans le nord du Royaume
Dans la partie nord du royaume de France, les principales manufactures royales de fabrication de draps sont :
- la manufacture royale « Le Dijonval », fondée en 1646 à Sedan et qui reçoit le privilège d'exploiter le drap fin, façon « de Hollande »[62]. Le site s’agrandit au cours du XVIIIe siècle, et au XIXe siècle, se modernise en utilisant la machine à vapeur, tandis que des nouveaux ateliers sont construits, dont une partie est louée à d'autres industriels[62]. Les activités cessent en 1958[72], et le bâtiment est classé « Monument historique » en 1992[62] ;
- la manufacture des Rames, créée à Abbeville en 1665 par Colbert et Josse Van Robais[73]. À son apogée vers 1724, celle-ci emploie 3 000 ouvriers[22]. L'entreprise prospère pendant la deuxième moitié du XVIIIe siècle et la première moitié du XIXe siècle, avant d'être rachetée 1867 par l'industriel Janin Vayson[64]. Elle cesse ses activités au XXe siècle, et le bâtiment est classé monument historique en 1986[64] ;
- la manufacture des rubans de Chevreuse, créée en région parisienne par Colbert en 1670, mais qui cesse ses activités au terme de quelques années[61].

##### Manufacture des draps de Châteauroux
Contrairement aux autres manufactures de draps présentées ci-dessus, la manufacture des draps de Châteauroux, fondée en 1665 en tant que « manufacture royale collective », est encore en activité sous le nom de « Balsan ».
En 1751, une étape est franchie lorsque Louis XV concède le droit de créer une manufacture royale de drap du parc du château de Châteauroux, où des ateliers spécifiquement conçus pour l’activité drapière sont construits. Leur ordonnance simple et régulière permet une organisation du travail concentrée et assez fonctionnelle, la surveillance y est facilitée et la fabrication est de meilleure qualité.

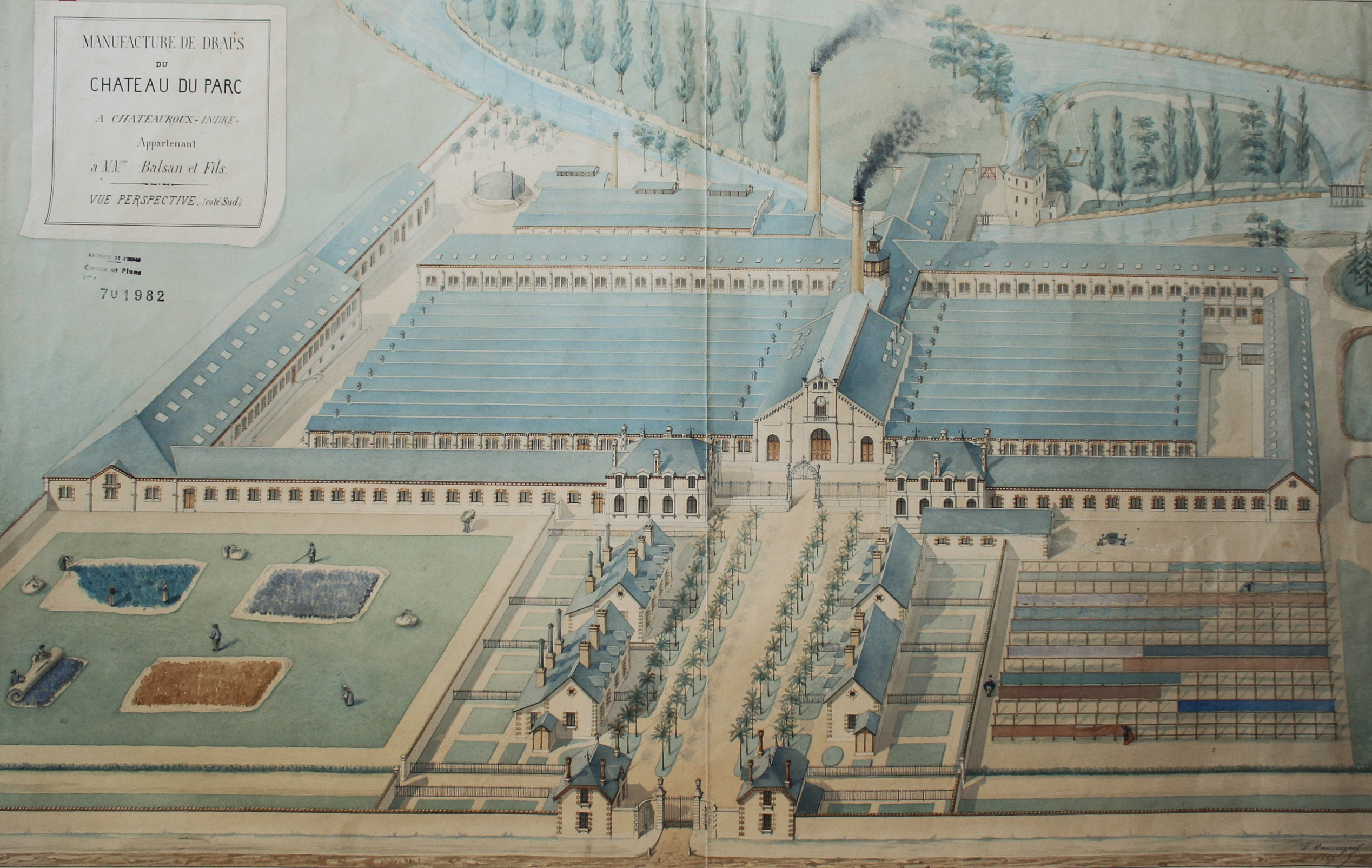
Manufacture de draps du Parc de Châteauroux, gravure de 1862.

À partir du XIXe siècle, ces ateliers sont mécanisés, tandis que le processus de production est complété par le travail à domicile des très nombreuses fileuses. En 1859, la manufacture est rachetée par Pierre Balsan, qui donne son nom à l'entreprise, et déménage les ateliers dans une nouvelle usine d'une superficie de six hectares à l’ouest de l'ancienne, dont l’exploitation par la famille Balsan se poursuit jusqu’en 1974. En 1973, l'entreprise Balsan, reconvertie dans la fabrication de moquette, est à nouveau déplacée, cette fois dans la ville d'Arthon, en périphérie de Châteauroux, où elle est toujours en activité.

#### Textile pour l'habillement

##### Manufacture de bas de soie
La création de la manufacture de bas de soie à Neuilly-sur-Seine, en 1656, résulte d'un privilège royal accordé à Jean Hindret, mais ce monopole n'est pas respecté, et plusieurs autres manufactures de bas de soie sont créées à Lyon et Orange en 1662 puis à Nîmes, Montauban et Chambéry,. En butte à des difficultés liées à cette concurrence et à une pénurie de main d’œuvre qualifiée à la suite de la révocation de l'édit de Nantes en 1685, la manufacture des bas de soie cesse ses activités à la fin du XVIIe siècle.

##### Manufacture royale d'Alençon

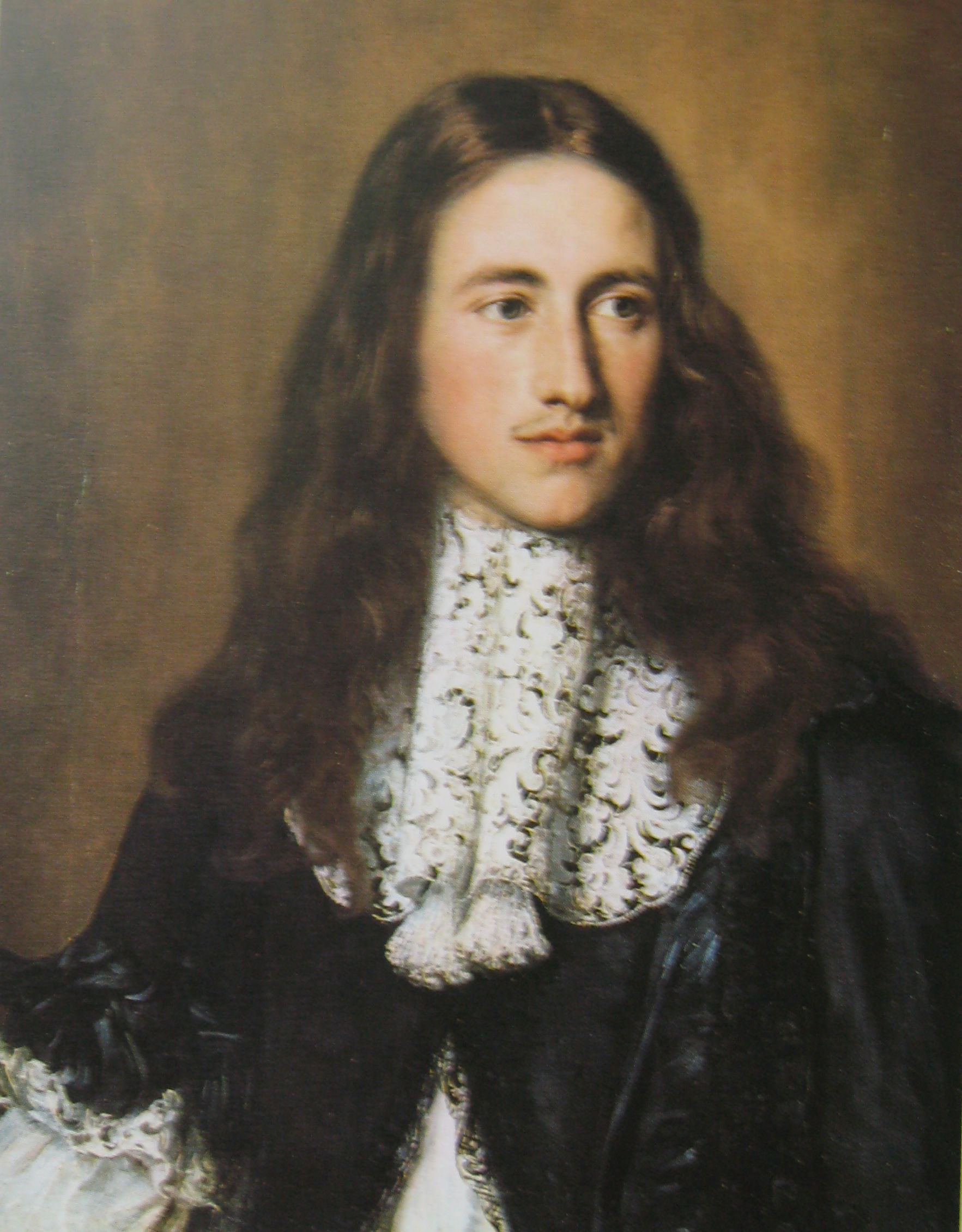
Portrait d’un membre de la famille Chigi, par Jacob Ferdinand Voet, exposé au Musée des beaux-arts et de la dentelle à Alençon.

Dans les années 1650, la technique du « point de Venise » est introduite à Alençon en Normandie par Marthe La Perrière, une ingénieure de la noblesse française, qui la perfectionne pour créer le « point d’Alençon », avant de recevoir un privilège du roi Louis XIV en 1665. Devançant le taylorisme, elle instaure une organisation scientifique du travail spécialisant les ouvriers dans l’exécution de tâches différentes, et fournissant du travail à des milliers de personnes dans le bassin d’Alençon. Ses dessins sont influencés par Charles Le Brun, premier peintre du roi et directeur des Gobelins, jusqu'à sa mort en 1690.
Au XVIIIe siècle, la concurrence des dentelles flamandes aux fuseaux et l’évolution de la mode masculine, puis féminine dégradent la situation de la manufacture, qui voit son carnet de commandes se réduire jusqu'à la Révolution française. En février 1794, Saint-Just octroie une subvention à Alençon pour tenter de sauver le métier de dentellière à l’aiguille, souci que partage Napoléon Ier dans le cadre de sa politique de soutien aux industries de luxe.
Au début du XIXe siècle, la fabrication est relancée grâce à la congrégation des sœurs de la Providence d'Alençon, qui perpétue la tradition, malgré la concurrence des tulles mécaniques, et permet, grâce à quelques clients passionnés, de poursuivre l'activité. La dentelle d'Alençon est inscrite sur la liste représentative du patrimoine culturel immatériel de l'humanité par l'UNESCO le 16 novembre 2010, après avoir été inscrite à l'Inventaire du patrimoine culturel immatériel en France. La manufacture, toujours en activité avec une dizaine de travailleurs spécialisés, est rattachée au Mobilier national depuis 1976.

#### Textile pour l'ameublement
Le velours d'ameublement était utilisé pour habiller l'intérieur des habitations, plus particulièrement le mobilier comme les fauteuils ou canapés. La ville d’Amiens était depuis le Moyen Âge renommée pour sa production drapière, permise grâce à la culture de la waide. Le velours n’apparut qu’au XVIIe siècle ; il était alors fabriqué à partir de lin et de mohair.
Après la révocation de l'Édit de Nantes par l'Édit de Fontainebleau en 1685, les fabricants huguenots durent quitter la France pour garder leur religion. Nombre d'entre eux, dont certains originaires d'Amiens s'installèrent à Utrecht dans les Provinces-Unies. La qualité de leur production établit la renommée du velours d'ameublement qui prit le nom de « velours d'Utrecht ».
Afin de concurrencer les fabrications hollandaises ou italiennes, une Manufacture royale d'étoffes fleuries est installée à Amiens en 1755 par Alexandre Bonvallet, un marchand de draps originaire de Picardie. Il y développe le gaufrage du velours à l’aide d’un cylindre et l'impression en relief avec une planche de cuivre. Ce type de fabrication donnera le Velours d'Amiens et fera la réputation de la ville jusqu'au XXe siècle. Cette manufacture cessera son activité durant l'entre-deux-guerres mais sa technique et plusieurs cylindres sont repris par l'entreprise Tosccan, installée depuis 2017 dans des anciens locaux de la Manufacture de velours Cosserat à Amiens.
Une deuxième manufacture royale, Morgan et Delahaye, s'implanta en 1765 dans la capitale picarde et se lança dans la fabrication du velours de coton pour les vêtements et du « velours d'Utrecht » pour l'ameublement. Elle connut un tel succès qu'elle domina la production industrielle de la ville d'Amiens pendant deux siècles.

#### Production de toiles à voiles
La manufacture royale de toiles à voiles est construite entre 1764 et 1780 à Agen par le négociant Pierre Gounon, sur autorisation de l’intendant des finances Daniel-Charles Trudaine, d'où elle tire son titre de manufacture royale,. À l'instar des manufactures royales d'armes à feu, la manufacture de toile à voiles d'Agen bénéficie largement de la guerre d'indépendance américaine qui lui apporte une forte croissance.
Mais cette manufacture connait rapidement une phase de déclin à partir du début du XIXe siècle, souffrant des conséquences du blocus continental imposé par Napoléon Ier à la Grande-Bretagne, puis du déclin de la marine à voiles au profit des bateaux à vapeur. Le bâtiment sert actuellement de caserne à la gendarmerie d'Agen.

### Manufactures dans la fabrication de verre et cristal
L'usage du verre pour la fabrication de vitres, connu depuis l'antiquité romaine, est néanmoins peu utilisé pendant le Moyen Âge à l'exception de la fabrication des vitraux. À la fin du XIIIe siècle, les verreries vénitiennes sont créées sur l'île de Murano pour éviter le risque d'incendie dans la ville. Elles bénéficient de leur isolement pour innover et affiner leur savoir-faire tout en protégeant leurs secrets de fabrication. Devenu une denrée précieuse pour l'exportation, le verre vénitien intéresse Colbert, qui décide de s'inspirer de leurs procédés pour fonder plusieurs manufactures de verre en France. Les trois manufactures royales présentées ci-dessous, destinées à la fabrication de verres et miroirs, ont toutes fusionné depuis lors dans l'actuelle grande entreprise Saint-Gobain,.

#### Fabrication de verres et miroirs

##### Manufacture royale de glaces de miroirs
Colbert s'intéresse rapidement après sa prise de fonction aux verres et miroirs, une industrie monopolisée par la république de Venise qui exporte le verre de Venise dans toute l'Europe, mais leur importation est très coûteuse. Afin d'en percer les secrets de fabrication, Colbert fait espionner les verriers vénitiens et parvient à en faire venir en France contre rémunération, mais plusieurs sont assassinés par des agents vénitiens.

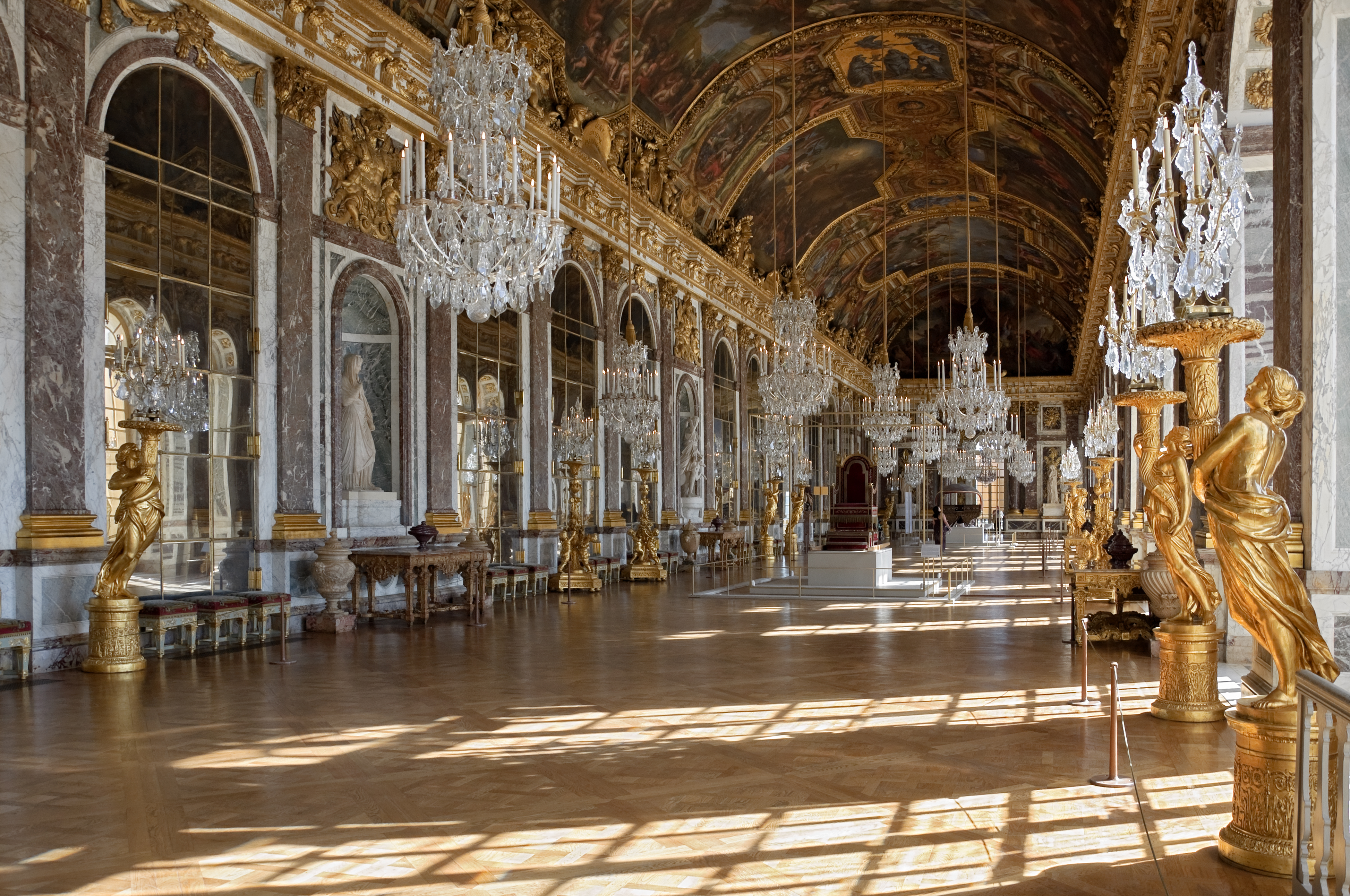
Galerie des glaces du château de Versailles.

En octobre 1665, Colbert fonde la manufacture royale de glaces de miroirs, et nomme comme premier directeur le financier Nicolas du Noyer, receveur général des tailles à Orléans, donnant à la manufacture le nom de « Compagnie du Noyer ». Nicolas du Noyer et ses partenaires reçoivent un monopole de 20 ans pour la fabrication du verre et des miroirs et commencent leurs activités l'année suivante dans le faubourg Saint-Antoine à Paris, mais les premières glaces sans défaut ne sont produites qu'en 1672. La galerie des Glaces du château de Versailles, construite de 1678 à 1684, longue de 73 mètres et revêtue de 357 glaces, permet d'affirmer les capacités de la manufacture des Glaces. En 1692, la compagnie s'installe dans l'ancien château des sires de Coucy, à Saint-Gobain, car le nouveau procédé exige d'importantes quantités de bois, fourni en abondance par la forêt de Retz alors principalement gérée pour fournir du bois pour Paris. La même année, la manufacture devient la Compagnie Plastrier.

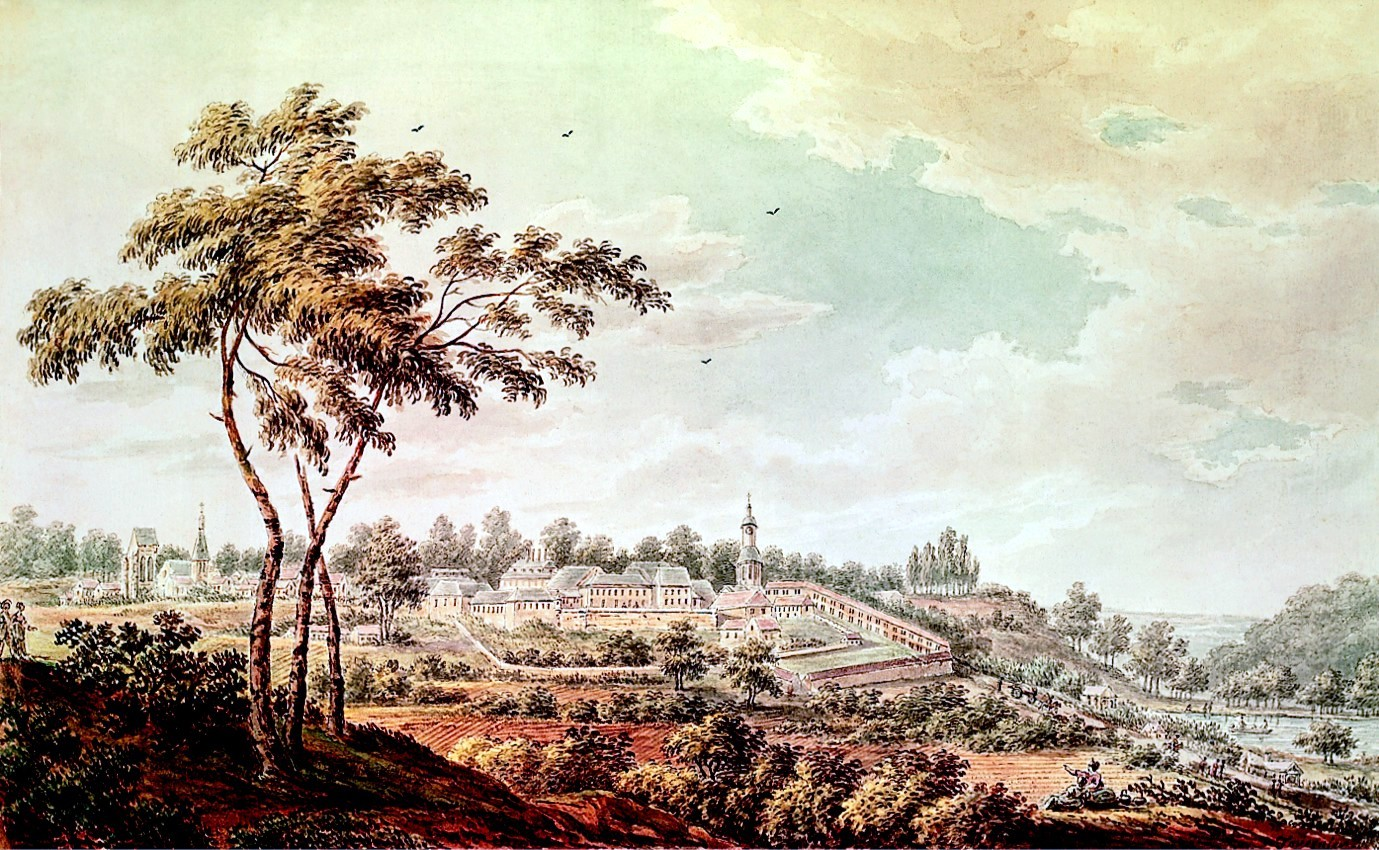
Village de Saint-Gobain au XVIIIe siècle, origine inconnue.

À la fin du XVIIIe siècle le site situé à Saint-Gobain compte à lui seul entre 2 000 et 3 000 salariés, mais la Révolution française, entraîne la suppression du monopole de la manufacture et le marché, alors très orienté vers l’international, s’effondre. Il faut attendre 1830 pour que ses activités aboutissent à la création de la l'entreprise Saint-Gobain, qui absorbe en 1858 son principal concurrent, la verrerie de Saint-Quirin, et devient cotée en bourse en 1902.
Encore en activité en 2015 avec plus de 170 000 salariés, Saint-Gobain est la plus ancienne entreprise au CAC 40 et un héritage historique majeur de Colbert. Néanmoins, ses locaux historiques dans la ville de Saint-Gobain ne sont plus utilisés par l'entreprise, et ont été depuis lors reconvertis dans la fabrication de carrousels.

##### La Glacerie
L'activité de fabrication de verres à vitre dans le village de La Glacerie remonte au début du XVIe siècle, un privilège royal ayant même été accordé par François Ier à la famille Belleville en 1540. Le site bénéficie d'une attractivité particulière en raison des ressources naturelles à proximité : une importante quantité de bois disponible grâce à la forêt de Brix, le cours d'eau du Trottebec pour faire fonctionner les moulins et le varech pour produire la soude qui entre dans la composition du verre. En outre, le positionnement géographique du site un apporte un double avantage : la proximité du port de Cherbourg pour acheminer les productions par voie maritime puis fluviale, ainsi qu'un isolement suffisant pour protéger les secrets de fabrication.
À partir de 1655, cette verrerie est dirigée par Richard Lucas de Néhou qui la modernise, en diversifiant son activité avec des productions de cristaux, de verres à vitre et à lunette, et s'associe à Colbert pour en faire un sous-traitant de la manufacture de glaces de miroirs. L’usine de La Glacerie est officiellement intégrée à la manufacture royale en 1667 et participe à la production de miroirs pour la galerie des Glaces du château de Versailles. Celle-ci fabrique et fournit les glaces, qui sont polies dans les ateliers parisiens. Fermée en 1834, l'usine de La Glacerie, transformée en musée, est détruite par les bombardements alliés de la Normandie en 1944.

##### Manufactures de glaces et verres de Saint-Quirin, Cirey et Monthermé
Les manufactures de glaces et verres de Saint-Quirin, Cirey et Monthermé regroupent trois établissements construits entre 1737 et 1762 dans les villages de Saint-Quirin, Cirey et Monthermé en Champagne. La verrerie de Saint-Quirin reçoit le titre de « manufacture royale » de Louis XV, en 1755, et prend le nom de « manufacture royale de cristaux et de verres en table ». Les trois établissements fusionnent en 1766, devenant pendant un siècle un sérieux concurrent de la manufacture royale de glaces de miroirs, jusqu'à ce que les deux compagnies fusionnent à leur tour en 1858.

#### Cristalleries lorraines
La Compagnie des Cristalleries de Saint-Louis est fondée en 1586 dans la vallée de Münzthal, et est la plus ancienne cristallerie de France. Spécialisée dans les domaines de la décoration, des arts de la table, du luminaire et du mobilier, elle appartient au groupe Hermès depuis 1994. La cristallerie de Portieux est fondée en Lorraine vers 1690. Elle est considérée comme royale dans un arrêt de 1767, l'année suivant le rattachement du duché de Lorraine au royaume de France. Cette manufacture est désormais filiale de la société parisienne Les Jolies Céramiques sans kaolin.
La cristallerie de Baccarat est fondée en 1764 par l'évêque de Metz Louis-Joseph de Montmorency-Laval, sous permission du roi Louis XV. La production consiste en la fabrication de carreaux à vitre, de miroirs (argenté au mercure) et de services de verres. Après une phase de forte croissance, la manufacture est fragilisée par la conjoncture après la Révolution française, et mise en faillite en 1806. Elle est par la suite relancée et modernisée à la suite de son rachat en 1820 par l'industriel Aimé-Gabriel d'Artigues, puis en 1822 par trois associés (dont l’homme d’affaires Pierre Antoine Godard-Desmarest), et connait de nouveau une forte croissance pendant la Révolution industrielle. Toujours en activité, la cristallerie Baccarat emploie 650 salariés en 2018.

### Industries sidérurgiques

#### Fabrication d'armes
Aux XVIIe et XVIIIe siècles, les guerres successives auxquelles participe le royaume de France l'obligent à se doter de manufactures d'armes, dont la notoriété devient internationale à la suite de la livraison d'armes à feu aux insurgés lors de la guerre d'indépendance américaine,.

##### Manufacture d'armes de Charleville

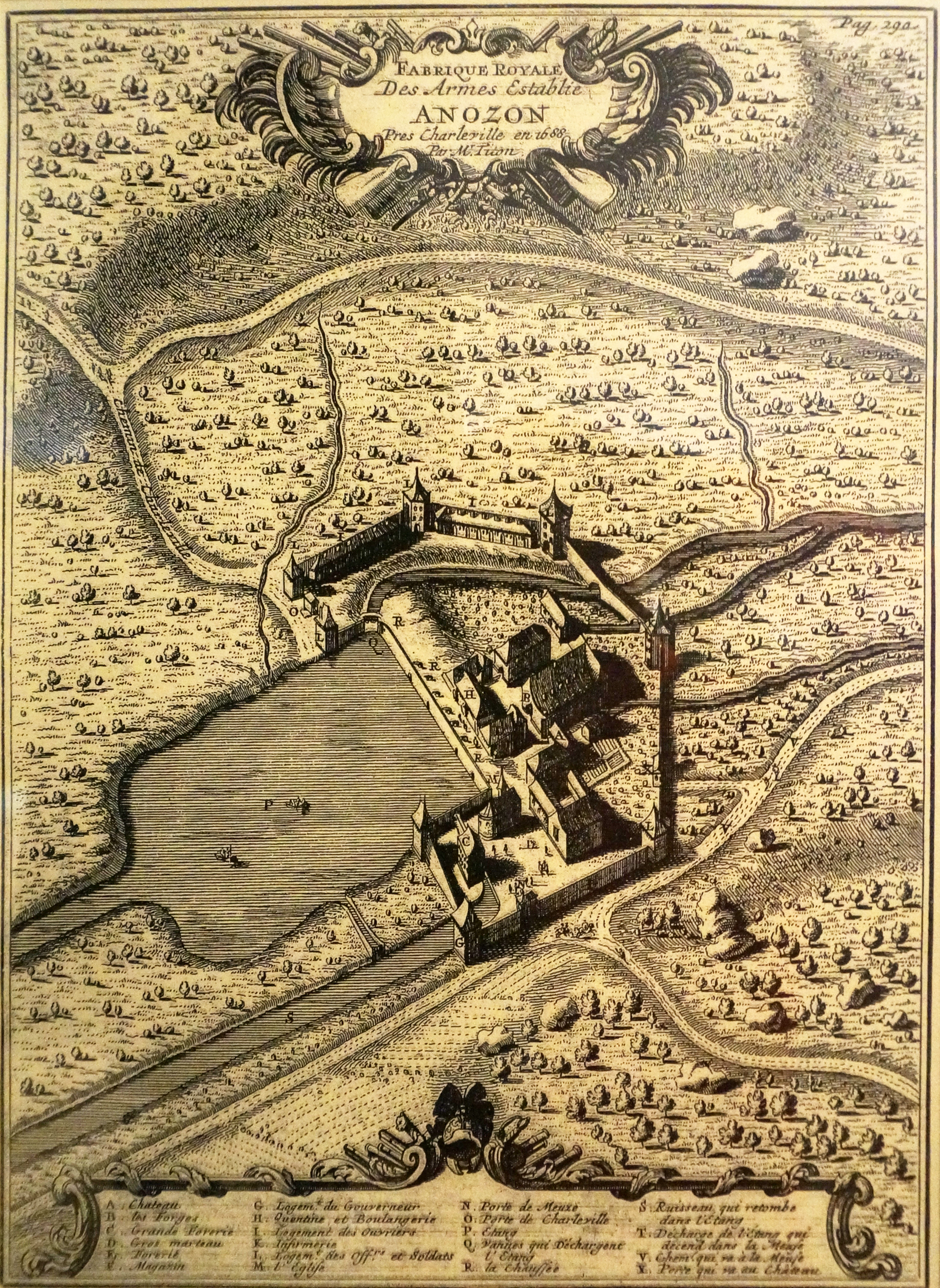
Gravure de la forge de Nouzonville, musée de l'Ardenne, date inconnue.

La manufacture d'armes de Charleville est créée en 1675 par le directeur général des manufactures et magasins royaux d'armes Maximilien Titon et le négociant Toussaint Fournier. En 1688, le privilège de Manufacture royale est accordé à la ville, ainsi qu'à un magasin rue de Nevers, dirigé par Victor Fournier, qui fournit ensuite exclusivement des armes à feu pour le roi. Les armes sont montées à Charleville à partir de pièces produites dans deux autres établissements principaux, implantés à Nouzonville sur la Goutelle, à Mohon, mais aussi dans de multiples « boutiques » d'artisans façonniers de la vallée de la Meuse et de la Semoy. En 1717, la manufacture d'armes de Charleville est visitée par le tsar de Russie Pierre Ier le Grand, sur le chemin du retour après un déplacement à Paris lors duquel il rencontre Louis XV.
C'est à la fin du XVIIIe siècle qu'est produit le fusil Charleville conçu par l'ingénieur Gribeauval, réputé pour son emploi massif sur les théâtres militaires européens (Révolution française, guerre de Vendée, guerres napoléoniennes) et américains (guerre d'indépendance des États-Unis). La manufacture est arrêtée en 1836, jugée trop proche, en cas d'invasion, des frontières fixées en 1815 par le congrès de Vienne, à la suite de la défaite de Napoléon Ier. Cette fermeture provoque une crise économique dans la région, mais profite à une autre ancienne manufacture royale, la manufacture d'armes de Saint-Étienne.

##### Manufacture des Armes Blanches d'Alsace
La manufacture des Armes Blanches d'Alsace, créée sur ordre de Louis XV en 1730, est la première de ce genre en France, dont les armes blanches étaient jusqu'alors fabriquées par des forgerons et des fourbisseurs locaux. La vallée de l'Ehn, en amont d'Obernai, est choisie comme emplacement en raison de la présence du cours d'eau pour la production d'énergie, et de nombreuses matières premières utiles à la construction et au fonctionnement de l'usine (bois, grès). La proximité du Rhin permet le transport de l'acier venant de Siegen et de l'arsenal de Strasbourg pour l'écoulement des armes et la pratique de l'alsacien, en usage dans la région, permet aux premiers ouvriers venus de Solingen de mieux s'intégrer.
Le village de Klingenthal est créé ex nihilo autour de cette manufacture à partir de 1730. Au milieu du XIXe siècle, l'Alsace étant considérée comme une région vulnérable (elle est finalement annexée par l'Allemagne en 1870), la manufacture est déménagée à Châtellerault, à proximité de Poitiers. Un musée est ouvert dans ses bâtiments d'origine à Klingenthal dans les années 1990.

##### Manufacture d'armes de Saint-Étienne
La manufacture royale d'armes de Saint-Étienne est créée en 1764, avec l’approbation de Louis XV, sous la direction de M. de Montbéliard qui était inspecteur de la manufacture de Charleville. Le titre de « manufacture royale » obtenu à la fin du XVIIIe siècle lui permet d’être le fournisseur officiel des troupes françaises et étrangères. Il ne s'agit pour autant pas d'une manufacture au sens industriel, mais d'un regroupement administratif de neuf ateliers préexistants.

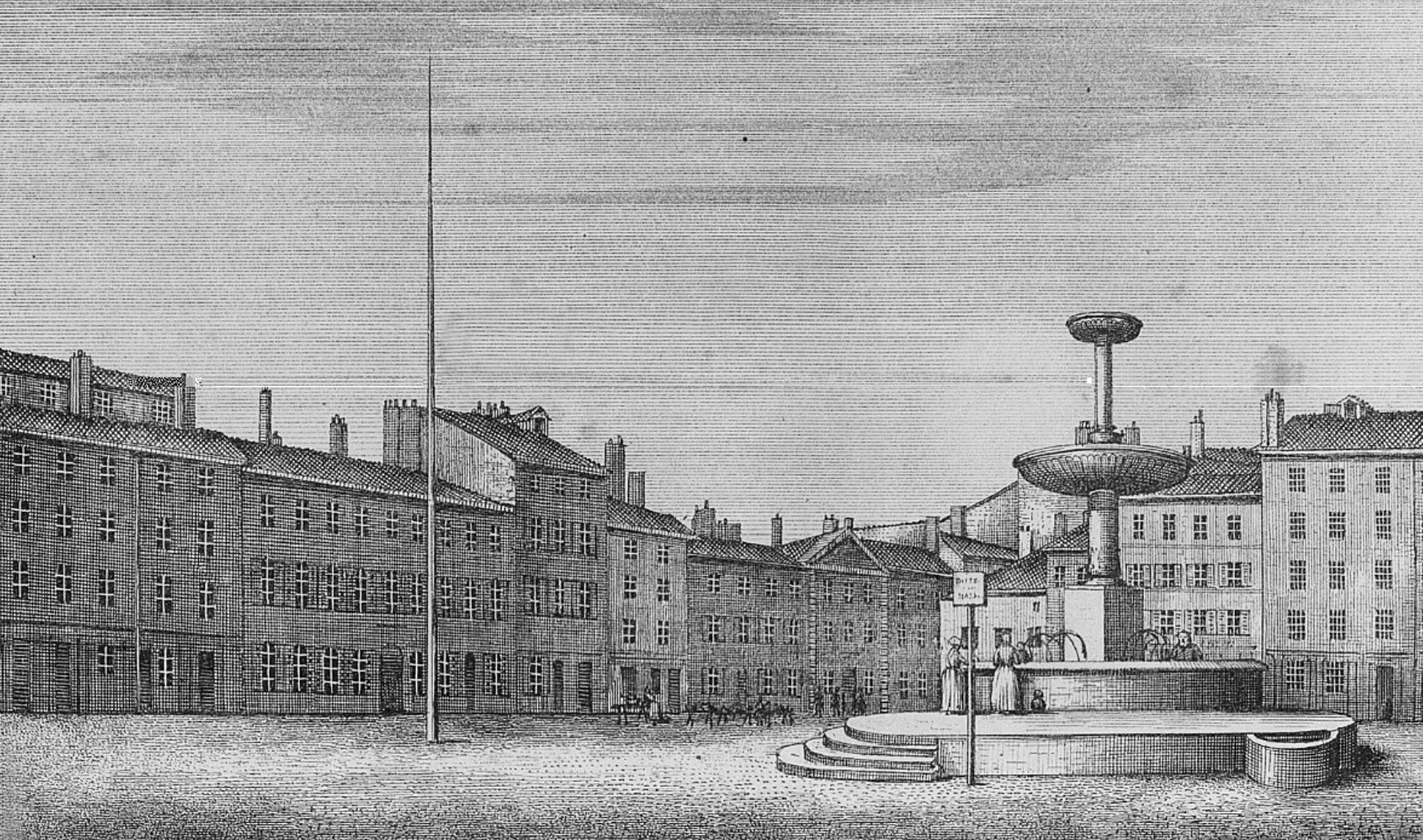
Siège de la manufacture d'armes de Saint-Étienne en 1764, gravure de 1856.

À partir de 1775, lors de la guerre d'indépendance des États-Unis, Louis XVI se sert de cette manufacture pour soutenir les insurgés américains en collaboration avec le poète Pierre-Augustin Caron de Beaumarchais, et un armateur de Nantes, Jean Peltier Dudoyer.
En 1864, un siècle après son titre de manufacture royale, la manufacture d'armes de Saint-Étienne prend la forme d'une véritable usine aménagée sur un terrain de 12 hectares, alors que les fermetures des manufactures de Charleville et de Klingenthal accroissent fortement ses commandes. Ses effectifs passent de 10 000 en 1890, à 16 000 pendant la Première Guerre mondiale, puis l'usine connait un important déclin après la Seconde Guerre mondiale et ferme ses portes en 1990.

##### Manufacture d'armes de Tulle
La manufacture d'armes de Tulle, est fondée en 1690 à l'initiative de Martial Fénis de Lacombe, procureur du Roi au présidial de Tulle, et obtient la reconnaissance royale en 1777.

#### Autres industries sidérurgiques

##### Compagnie royale des mines et fonderies du Languedoc
La Compagnie royale des mines et fonderies du Languedoc est fondée en 1666 pour mettre en exploitation les gisements de plomb et de cuivre de cette province, ainsi que ceux du Rouergue et du pays de Foix, et établir des fonderies pour épurer le minerai. La Compagnie sollicite Colbert pour faire venir de Suède des mineurs habitués à la recherche des filons de cuivre et de plomb, et au traitement du minerai, et envoie en Allemagne des ingénieurs pour étudier les systèmes d'exploitation des mines du Harz et de la Saxe. Mais l'opération de transfert de compétences est un échec, et le projet est arrêté en 1670.

##### Manufacture royale de Bains-les-Bains
La manufacture royale de fer-blanc de Bains-les-Bains en Lorraine est créée en 1733 par lettre patente de la duchesse Élisabeth-Charlotte, petite-fille du roi Louis XIII et épouse du duc de Lorraine Léopold Ier. Au cours du XIXe siècle, celle-ci est reconvertie en usine de clous à chevaux, avant de cesser ses activités en 1950. Dans les années 2000, le site de la manufacture est privatisé et transformé en gîte.

### Fabrication de céramique
Les techniques de fabrication de faïence sont connues au royaume de France au début du XVIe siècle, après s'être développées en Espagne et dans le nord de l'Italie. Les céramistes Masséot Abaquesne et Bernard Palissy font partie des pionniers en France et ont largement contribué à introduire le savoir-faire dans le royaume sous le règne de François Ier,. La faïence de Rouen, fondée par Masséot Abaquesne, est l'une des plus anciennes du royaume, mais cesse son activité après la mort de son fondateur en 1564, avant d'être relancée un siècle plus tard par la régente Anne d'Autriche.

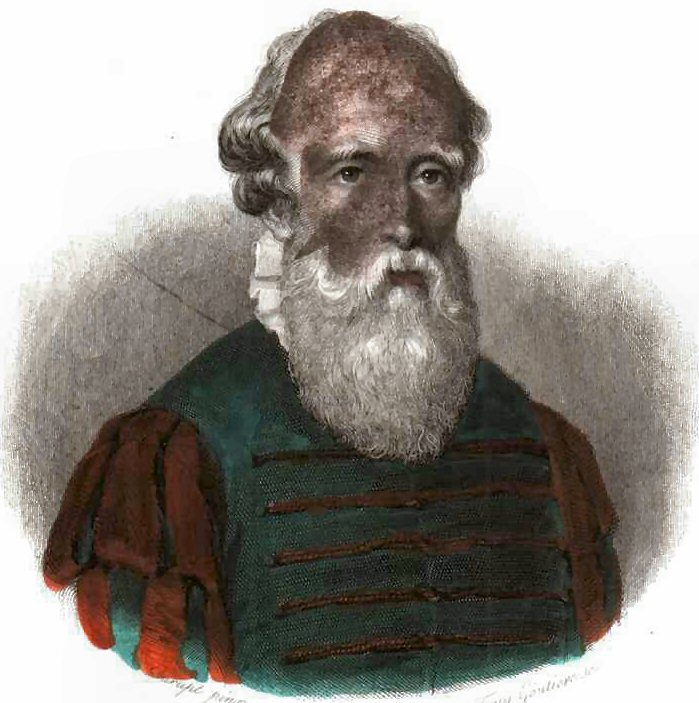
Bernard Palissy (1501-1590), pionnier de l'artisanat céramique au royaume de France.

Les XVIIe et XVIIIe siècles sont marqués par une multiplication du nombre de manufactures de faïence en France, qui s'explique par plusieurs facteurs. D'une part, la politique extérieure mise en œuvre par Louis XIV qui, pour financer ses guerres contre des puissances étrangères, demande que soient fondus tous les objets et meubles en or et en argent du royaume. Cette décision affecte directement les services de table de la noblesse, qui se tourne vers la faïence. D'autre part, l'essor économique de la France permet à la bourgeoisie de devenir une clientèle nouvelle pour la faïence. À ces raisons économiques et politiques, on peut également ajouter, dans la deuxième moitié du XVIIIe siècle, la découverte de gisements d'argile blanche « kaolinite » utilisée dans la fabrication de porcelaine. Bénéficiant de cette conjoncture favorable, de nombreuses entreprises privées sont créées et s'ajoutent aux manufactures royales : à Marseille (à partir de 1677) et à Varages à proximité (1695), à Quimper (1708), à Strasbourg (1721), à Angoulême (1731), à Bourg-la-Reine (1735), à Malicorne dans la Sarthe (1747), à Martres-Tolosane en Languedoc (1748), à Desvres dans le nord (1748), et à Moustiers dans les Alpes (1749).
On peut enfin citer la faïencerie de Niderviller qui, si elle ne reçoit pas le titre de manufacture royale, est l'une des principales faïenceries du royaume lors de sa création en 1730 (le village lorrain de Niderviller y étant rattaché avant le duché de Lorraine, par le traité de Vincennes de 1661), et l'une des dernières faïenceries encore en activité en France, rachetée en 1993 par le groupe « Les Jolies Céramiques sans kaolin ». À l'exception de la faïence de Rouen, Colbert est relativement peu impliqué dans le développement de ce secteur en France, dont l'essentiel de la croissance a lieu après sa mort en 1683.

#### Faïence de Rouen
La faïence rouennaise est fondée au XVIe siècle par Masseot Abaquesne, qui crée des récipients de pharmacie et d’épicerie d’inspiration italienne. Son chef-d’œuvre est la série de carreaux réalisée entre 1540 et 1548 pour décorer le château d'Écouen, devenu aujourd'hui le musée national de la Renaissance. L'entreprise cesse ses activités après la mort de son fondateur en 1564.
Elle est relancée en 1644 grâce à un monopole de 50 ans accordé par la régente Anne d’Autriche aux entrepreneurs Nicolas Poirel et Edme Poterat, devenant ainsi une manufacture royale. Dans les années 1660, Colbert encourage l’atelier par une commande de carreaux pour le Trianon de porcelaine. En 1673, Louis Poterat, fils d'Edme, obtient du roi le droit de fabriquer de la porcelaine tendre. Par la suite, l'extinction du privilège des Poterat permet l’ouverture de nombreuses fabriques concurrentes (à son apogée, Rouen en compte 22), employant plusieurs centaines d'ouvriers. Cette croissance de l'activité est suivie d'une phase de déclin dans la deuxième moitié du XVIIIe siècle en raison d'une concurrence croissante, à la fin duquel la plupart cessent leurs activités (celle d’Edme Poterat en 1795).

#### Faïence de Bordeaux
C'est le 13 novembre 1714 que Jacques Hustin, trésorier de marine à Bordeaux, obtient des lettres patentes avec privilège exclusif dans un rayon de 10 lieues pour la production et la commercialisation des faïences stannifères. Grâce à ce privilège royal, renouvelé jusqu'en 1762, il détient le monopole de la fabrication des faïences dans ses ateliers bordelais.
Au XIXe siècle, les ateliers de production de faïence bordelaise sont regroupés dans la manufacture de David Johnston, entrepreneur d'origine irlandaise et maire de Bordeaux entre 1838 et 1842. Cette manufacture est reprise en 1845 par Jules Vieillard sous le nom de « manufacture J. Vieillard & Cie » et emploie 1 300 ouvriers en 1870, mais cesse finalement son activité en 1895.

#### Manufacture de Vincennes - Sèvres
La manufacture de Vincennes, destinée à la production de porcelaine tendre est créée grâce au soutien de Louis XV en 1740 dans l'enceinte du château de Vincennes, puis transférée en 1756 à Sèvres pour constituer la manufacture de Sèvres. La manufacture est rattachée à la Couronne en 1759 et la porcelaine dure est commercialisée à Sèvres dès 1770.
De 1800 à 1847, la manufacture prend son essor et acquiert sa renommée internationale sous la direction d'Alexandre Brongniart, scientifique minéralogiste et géologue, nommé par Claude Berthollet. En 1875, la manufacture est déplacée dans des bâtiments spécialement construits par l'État français, en bordure du parc de Saint-Cloud, et c'est toujours dans ces lieux, classés monument historique, que la production se poursuit, par le travail de 120 céramistes fonctionnaires.

#### Porcelaine de Limoges
En 1767, un gisement de kaolin, argile blanche utilisée dans la fabrication de porcelaine, est découvert à Saint-Yrieix-la-Perche, près de Limoges. Ce gisement est acheté par Louis XV en 1769, faisant de la production de porcelaine un privilège royal. La première manufacture de porcelaine limousine est fondée en 1771, et passe sous la protection du comte d'Artois en 1774.
Par la suite, tout au long du XIXe siècle, on assiste à la création d'un grand nombre d'établissements dans la Haute-Vienne, soit près des massifs forestiers (Saint-Léonard-de-Noblat, Sauviat-sur-Vige, Rochechouart), soit le long des cours d'eau, soit près des carrières de kaolin (Saint-Yrieix et Coussac-Bonneval), avec des industriels comme François Alluaud qui innove et améliore les procédés de fabrication, et l'américain David Haviland.
Pendant la seconde moitié du XIXe siècle, le marché américain absorbe jusqu'aux trois quarts en valeur de la production et, pour faire face à la demande, la production se restructure et se concentre à Limoges. Le four des Casseaux, construit en 1884, est utilisé jusqu'en 1959, et depuis lors conservé par la commune de Limoges comme témoignage de la tradition porcelainière de la ville. Le four fait l’objet d’un classement au titre des monuments historiques depuis le 6 juillet 1987.

#### Faïencerie de Lunéville-Saint-Clément
Les faïenceries de Lunéville et Saint-Clément sont fondées en 1730 et 1758 par Jacques Chambrette, qui confie à son fils Gabriel la gestion de la faïencerie de Saint-Clément. À l'instar de la manufacture de fer-blanc de Bains-les-Bains, la manufacture de Lunéville devient « royale » sur décision de la duchesse Élisabeth-Charlotte qui lui accorde des exemptions fiscales. La manufacture de Saint Clément est fondée sur autorisation officielle de Louis XV en 1758, à 7 km de celle de Lunéville mais sur le territoire de l'évêché de Metz, ce qui permet à la famille Chambrette de commercer avec le royaume de France sans payer de droits de douane.
Le site de Saint-Clément est racheté en 1763 par le sculpteur Paul-Louis Cyfflé et l’architecte royal Richard Mique, constructeur du hameau de la Reine et du théâtre de la Reine dans le parc du château de Versailles, qui obtient également des commandes publiques pour sa faïencerie. Les deux sites sont réunifiés en 1892 pour former la faïencerie de Lunéville-Saint-Clément, toujours en activité, qui appartient actuellement à la société Les Jolies Céramiques sans kaolin.

### Autres produits manufacturés

#### Cires et bougies
La manufacture d'Antony pour le blanchissage des cires et la fabrique des bougies, dite manufacture royale des cires, est fondée en 1702 à Antony (sud de Paris) par Brice Péan de Saint-Gilles, et rachetée en 1737 par la Maison Trudon, en activité depuis 1643 également à Antony. Alors que les deux manufactures ont été initialement fondées pour équiper en bougies le château de Versailles, les églises et autres châteaux du royaume, l'offre de l'entreprise « Trudon », toujours en activité et actuellement située à Paris, est largement destinée à l'exportation.
En mars 2020, les bâtiments de l'ancienne manufacture sont vendus à un promoteur immobilier par la congrégation des Sœurs de Saint-Joseph de Cluny, propriétaire du site depuis 1890. L'historien et défenseur du patrimoine Stéphane Bern, informé du projet de détruire une partie du site pour construire des logements, se rend sur les lieux et interpelle les élus locaux pour faire cesser ce projet et sauvegarder l’usine historique. Le maire d'Antony Jean-Yves Sénant, lui répond favorablement, affirmant l'intention de la ville de racheter et restaurer le site pour en faire un lieu culturel.
La manufacture royale de Dugny, spécialisée dans la production de cire, bougies, cierges et flambeaux, obtient le titre de manufacture royale en 1774. Elle participe à la révolution industrielle en étant parmi les premières manufactures françaises à utiliser la machine à vapeur pour presser les bougies.

#### Industrie du tabac
En 1674, Colbert établit un monopole d'État sur les produits dérivés du tabac, et octroie des privilèges royaux aux exploitations de Morlaix, Dieppe et Paris. Elles sont gérées par la ferme générale, fondée en 1680 par Louis XIV sur proposition de Colbert, avec pour vocation de prendre en charge la recette des impôts indirects, droits de douane, droits d'enregistrement et produits domaniaux.
En 1724, la Compagnie française des Indes orientales, fondée par Colbert en 1664, crée une manufacture de tabac au Havre, dans un premier temps aménagée dans une ancienne salle de jeu de paume, puis construite à partir de 1726 par les ingénieurs Jean-Jacques Martinet et Jacques III Jules Gabriel. En activité jusqu'au début du XXe siècle, elle est détruite par les bombardements alliés de la Normandie en 1944.
La manufacture de Morlaix est construite à partir de 1736 par Jean-François Blondel, architecte de l’Académie royale d’architecture, dont les effectifs atteignent près de 1 800 travailleurs au XIXe siècle,. En activité jusqu'au milieu du XXe siècle, le bâtiment, classé monument historique en 1997, devient une antenne de l’Espace des sciences de Rennes en 2020. Le monopole royal sur le tabac est aboli par la Révolution française en 1789, mais d'autres monopoles publics sur le tabac sont instaurés par les différents régimes qui succèdent à l'ancien régime.

## Bilan et impacts sur l'industrialisation de la France

### Bilan économique du colbertisme
Si Jean-Baptiste Colbert a indéniablement marqué l'histoire de France par son volontarisme dans le développement économique du pays sous Louis XIV, les économistes et historiens contemporains sont assez divisés quant à l'évaluation de son bilan.

#### Succès du colbertisme
S'agissant des succès de la politique économique de Colbert, les historiens et économistes soulignent :
- sa gestion du commerce extérieur de la France, dont la balance est devenue largement excédentaire sous son mandat[133] ;
- la modernisation des outils juridiques de l'État pour réguler l'économie du royaume, comme la création du Code des eaux et forêts (d'où provient l'actuel « Code forestier »), le Code de la marine[133], du commerce (« Code Savary »)[22], mais aussi le Code noir réglementant le statut et la condition des esclaves des colonies[134] ;
- la création de plusieurs compagnies coloniales françaises, et d'une marine puissante pour importer des matières premières et exporter les produits finis, bien que le succès de ces compagnies soit très inférieur à celui de leurs concurrentes anglaises et hollandaises[47] ;
- un mouvement des compétences efficace, comme les artisans du textile hollandais venus développer la manufacture des Gobelins, et les verriers vénitiens embauchés pour fonder la manufacture royale de glaces de miroirs[133]. Outre des travailleurs, de grands intellectuels comme César-François Cassini, Christian Huygens et Gottfried Wilhelm Leibniz s'installent en France[129], dont certains travaillent pour l'Académie des sciences[25] ;
- le développement d'infrastructures de transports comme les canaux qui ont contribué à unifier le royaume, et de plusieurs ports[133]. Des villes sont en outre créées ex nihilo autour de certaines manufactures, comme La Glacerie et Klingenthal[37] ;
- enfin, le soutien de l'État à la création d'entreprises par le biais des aides financières et des mesures protectionnistes a permis à plusieurs d'entre elles d'atteindre rapidement une taille critique qui a favorisé leur longévité, dont témoignent certaines manufactures royales encore en activité comme Saint-Gobain (ex-manufacture royale de glaces de miroirs), Balsan (ex-manufacture des draps de Châteauroux), ou encore Baccarat[133].

#### Limites du colbertisme
Colbert fait l'objet de critiques d'historiens et partisans du libéralisme économique, qui lui reprochent notamment :
- un dirigisme manufacturier autoritaire à l'image de la monarchie absolue à laquelle Colbert était favorable, axé sur le maintien de l'ordre dans le royaume dont le travail avait pour objectif de discipliner et soumettre les habitants[133],[22] ;
- une priorisation de certains secteurs orientés vers « l'industrie du luxe » dont la production comme les emplois créés ne profitaient qu'à une minorité de Français, la société étant encore très majoritairement rurale et agricole[133]. Ainsi, à la mort de Louis XIV en 1715, le PIB par habitant en France n'avait progressé que de 8% en un siècle, alors que celui des Anglais s'était accru de 28% sur la même période, et celui des Hollandais de 54%[133].
- une recherche de croissance économique essentiellement destinée à augmenter la base fiscale du royaume pour soutenir les campagnes militaires du roi, et des constructions fastueuses comme le château de Versailles[133] ;
- un protectionnisme excessif justifié par la recherche d'une balance commerciale excédentaire, qui va jusqu'à l'interdiction de l'importation des étoffes « indiennes » par le marquis de Louvois en 1685, alors que la France ne produit aucun tissu comparable, en tous cas jusqu'à la création de la manufacture Oberkampf en 1760[133]. Cette prohibition a surtout eu pour conséquence à court terme d'augmenter la contrebande[135] ;
- la réglementation et les monopoles accordés ont en même temps empêché des projets d'entreprises en France (ceux-ci étant interdits dans les secteurs réglementés) ce qui aurait affaibli la France au profit de la Hollande, de la Grande-Bretagne et des républiques italiennes[22] ;
- un autre effet de ce protectionnisme excessif aurait été de décourager l'innovation chez les acteurs industriels bénéficiant des monopoles accordés par l'État, et de conforter le « conservatisme technique »[133].

### Devenir des manufactures royales pendant la révolution industrielle
Dès le début de la Révolution française, le nouveau pouvoir en place s'empresse de « libérer les forces du marché » par la suppression des corporations (décret d'Allarde, 1791) et l'interdiction de toute coalition (loi Le Chapelier, 1791). Cette législation institue la liberté du commerce et de l'industrie qui est le fondement du libéralisme économique en France. C'est la bourgeoisie, classe triomphante de la Révolution, qui devient le principal moteur de l'industrialisation de la France car c'est elle qui désormais dispose des plus importantes ressources financières.
Plusieurs anciennes manufactures royales prospèrent et se modernisent au XIXe siècle en tant qu'entreprises privées, comme la manufacture Oberkampf (devenue royale 20 ans après sa création en 1760), la manufacture de draps Le Dijonval, la manufacture des Rames, ainsi que la plupart des manufactures de verre et céramiques. Les manufactures d'armes de Charleville et de Klingenthal, jugées trop vulnérables en raison de leur emplacement proche de la frontière de l'Est, sont fermées ou déménagées, au bénéfice de la manufacture d'armes de Saint-Étienne nationalisée en 1838, et modernisée avec la machine à vapeur en 1864,,. En 1858, les manufactures de Saint-Gobain fusionnent avec la manufacture de glaces et verres de Saint-Quirin, Cirey et Monthermé, et deviennent cotées en bourse en 1902, ce qui en fait la plus ancienne entreprise du CAC 40.
Bien que le système économique soit désormais libéral, l'État s'engage financièrement dans l'aménagement du territoire (à l'instar de Colbert qui développait les infrastructures fluviales et portuaires) pour favoriser le développement économique. La loi Guizot (1842) et le plan Freycinet (1879-1882) favorisent l'extension du chemin de fer sur tout le territoire, tandis que le baron Haussmann mène les grands travaux de transformations de Paris sous le Second Empire (1853-1870). Une autre persistance occasionnelle des politiques colbertistes est l'instauration de mesures protectionnistes en cas de conjoncture économique défavorable, comme la loi Méline votée en 1892 qui crée un double tarif douanier.
L'Empire colonial français, en grande partie constitué et organisé par Richelieu et Colbert, contribue également à soutenir l'industrialisation, en alimentant la métropole en matières premières, principalement en provenance des Antilles, comme le coton, le sucre, le tabac, et le bois,.

### Le «colbertisme» sous laVeRépublique

#### Colbertisme high-tech
En 1992, l’économiste français Élie Cohen publie un essai dans lequel il analyse entre autres les succès industriels français pendant les Trente Glorieuses, dans les secteurs exportateurs des biens d'équipement, avec un appui de l'État. Il y définit le « colbertisme high-tech » comme un mélange d'initiative publique dans la recherche, de financements hors marché, et de commandes publiques au service des entreprises et industries promues « attributs de souveraineté ». S'il insiste sur le secteur des télécoms (la Direction générale des télécoms et le Minitel), il mentionne aussi d'autres réussites industrielles résultant d'une collaboration entre les secteurs public et privé, notamment dans les transports (Ariane, Airbus, ou le TGV), l'énergie (la filière nucléaire Framatome devenue Areva) et les technologies pétrolières (Coflexip, Technip).

#### La «Nouvelle France industrielle»
En 2013, le gouvernement français lance un grand projet de réindustrialisation de la France intitulé « 34 plans Nouvelle France industrielle », porté par le président François Hollande et le ministre du Redressement productif Arnaud Montebourg. Parmi les 34 plans de reconquête annoncés par le gouvernement figurent notamment le développement de la robotique, des énergies renouvelables, des supercalculateurs, et la production de véhicules autonomes. Des « chefs de plan », majoritairement des industriels, sont désignés pour organiser le travail collectif et des projets collaboratifs, et rendre compte des avancées de leur plan et conformément aux feuilles de route définies en amont.
Cette impulsion venue du gouvernement pour porter la croissance de certains secteurs considérés comme stratégiques est considérée par certains économistes comme une « résurrection du colbertisme », d'autant plus qu'on y retrouve certains secteurs déjà considérés comme stratégiques au XVIIIe siècle, comme le textile et la filière bois. Dans son autobiographie publiée en 2020, Arnaud Montebourg rend un hommage particulièrement élogieux à Colbert, et déclare s'être régulièrement inspiré de ses plans de développement industriel sous l'Ancien Régime pour relancer l'industrie française au début du XXIe siècle.

#### Ouvrages
- Denis Diderot et Jean Le Rond d'Alembert, Encyclopédie ou Dictionnaire raisonné des sciences, des arts et des métiers, André Le Breton, 1751 à 1772, 71 818 articles (lire en ligne).
- Gustave Fagniez, L'Industrie en France sous Henri IV (1589-1610), Revue historique, 1883, 75 p. (lire en ligne sur Gallica).
- Gustave Fagniez, L'Économie sociale de la France sous Henri IV (1589-1610), Hachette, 1897, 426 p. (lire en ligne sur Gallica), p. 101-162.
- Max Weber, L'Éthique protestante et l'esprit du capitalisme, Édition Plon, 1904 et 1905, 288 p.
- Tihomir J. Markovitch, Les Industries lainières de Colbert à la Révolution, 1976, 487 p. (lire en ligne), p. 244-271.
- Élie Cohen, Le colbertisme high-tech. Économie des Télécom et du grand projet, Hachette Livre, 1992, 400 p., p. 14-18 et 108-112.
- Line Teisseyre-Sallmann, L'Industrie de la soie en Bas-Languedoc : XVIIe – XVIIIe siècles, 1995, 415 p. (lire en ligne), p. 25.
- Louis Bergeron, Banquiers, négociants et manufacturiers parisiens du Directoire à l'Empire, École des hautes études en sciences sociales, 1999, 436 p. (lire en ligne), p. 223-265.
- Jacques Attali, Une brève histoire de l'avenir, éditions Fayard, 2006, 422 p., p. 81-95.
- Patrick Mortal, Les armuriers L’État, Du Grand Siècle à la globalisation 1665-1989, Presses universitaires du Septentrion, 2007, 336 p. (lire en ligne), p. 19-45
- François d'Aubert, Colbert, La vertu usurpée, Éditions Perrin, 2014, 622 p. (lire en ligne), p. 365-392.
- Thomas Piketty, Capital et Idéologie, Éditions du Seuil, septembre 2019, 1197 p., p. 159-192 et 247-301.
- Arnaud Montebourg, L'Engagement, Éditions Grasset, 2020, 395 p., p. 129-147.

#### Articles scientifiques
- Prosper Boissonnade, « Colbert, son système et les entreprises industrielles en Languedoc (1661-1683) », Annales du Midi,‎ 1902, p. 46 (lire en ligne).
- Léon Dutil, « L'industrie de la soie à Nîmes jusqu'en 1789 », Revue d'histoire moderne et contemporaine,‎ 1908, p. 25 (lire en ligne).
- Pierre Pinsseau, « Le canal Henri IV ou canal de Briare (1604-1943). Orléans, Houzé », Bibliothèque de l'École des chartes,‎ 1944, p. 1944 (lire en ligne).
- Claude Fohlen, « En Languedoc : vigne contre draperie », Annales,‎ 1949, p. 7 (lire en ligne).
- Jean Hossard, « Abaquesne, premier faïencier français au service de la pharmacie », Revue d'histoire de la pharmacie,‎ 1953, p. 4 (lire en ligne).
- Maurice Daumas et René Tresse, « La Description des Arts et Métiers de l'Académie des Sciences et le sort de ses planches gravées en taille douce. », Revue d'histoire des sciences, vol. 7, no 2,‎ 1954, p. 8 (lire en ligne).
- Robert Le Blant, « La Compagnie de la Nouvelle-France et la restitution de l'Acadie (1627-1636) », Outre-Mers. Revue d'histoire,‎ 1955, p. 14 (lire en ligne).
- Claude Pris et Robert Marquant, « La Manufacture royale des glaces de Saint-Gobain, 1665-1830. Une grande entreprise sous l'Ancien Régime », Bibliothèque de l'École des chartes,‎ 1977, p. 6 (lire en ligne).
- Franklin Mendels, « Des industries rurales à la protoindustrialisation : historique d'un changement de perspective », Annales,‎ 1984, p. 31 (lire en ligne).
- Alain Guery, « Industrie et Colbertisme ; origines de la forme française de la politique industrielle », Histoire, économie & société,‎ 1989, p. 15 (lire en ligne).
- Guy Bouet et Olivier Balabanian, « La porcelaine de Limoges », Norois,‎ 1994, p. 5 (lire en ligne).
- Gilbert Buti, « Des goûts et des couleurs : Draps du Languedoc pour clientèle levantine au XVIIIe siècle », Rives méditerranéennes,‎ février 2008, p. 15 (lire en ligne).
- Jean-Claude Hocquet, « L'arsenal de Venise. Créations, modernisations, survie d'une grande structure industrielle », Dix-septième siècle,‎ 2011, p. 11 (lire en ligne).
- Eugénie Margoline-Plot, « Les circuits parallèles des toiles de l'océan Indien », Société française d'histoire urbaine,‎ 2011, p. 16 (lire en ligne).
- Céline Borello, « Droit naturel, intolérance et tolérance à l’égard des huguenots au XVIIIe siècle », Annales de Bretagne et des pays de l'Ouest,‎ 2018, p. 4 (lire en ligne).

#### Sources encyclopédiques
- André Jean Tudesq, « Christophe-Philippe Oberkampf », Encyclopædia Universalis,‎ nd, p. 1 (lire en ligne).
- François Etner, « Mercantilisme », Encyclopædia Universalis,‎ nd, p. 1 (lire en ligne).
- Jacqueline Brossollet, « René-Antoine Ferchault de Réaumur », Encyclopædia Universalis,‎ nd, p. 1 (lire en ligne).
- Jean Imbert, « Colbertisme, Une politique commerciale », Encyclopædia Universalis,‎ nd, p. 1 (lire en ligne).
- Jean-Marie Constant, « Manufacture d'armes de Saint-Étienne », Encyclopædia Universalis,‎ nd, p. 1 (lire en ligne).
- Nicole de Reynies, « Manufacture d'Aubusson », Encyclopædia Universalis,‎ nd, p. 1 (lire en ligne).
- Olivier Collomb, « Josse Van Robais », Encyclopædia Universalis,‎ nd, p. 1 (lire en ligne).

#### Presse et vulgarisation
- « Hermès prend le contrôle de Saint-Louis et de Puiforcat », Les Échos,‎ juin 1994, p. 1 (lire en ligne).
- Didier Nourrisson, « Le tabac, le fisc et le buraliste », L'Histoire,‎ décembre 2003, p. 1 (lire en ligne).
- « 1699, décadence de la manufacture des Saptes », La Dépêche du Midi,‎ août 2004, p. 1 (lire en ligne).
- Jacques Marseille, « La faute à Colbert ? », Les Échos,‎ avril 2007, p. 2 (lire en ligne).
- « Des traditions françaises distinguées par l'Unesco », La Croix,‎ novembre 2010, p. 1 (lire en ligne).
- Bertrand Solès, « Une manufacture royale de toile à voiles caserne Valence », La Dépêche du Midi,‎ juillet 2011, p. 1 (lire en ligne).
- Gabriel Colletis, « On ne peut pas jouer à Colbert en menant une politique d'austérité », L'Expansion,‎ septembre 2013, p. 1 (lire en ligne).
- Pierre Bezbakh, « Jules Méline (1838-1925), chantre du protectionnisme », Le Monde,‎ août 2014, p. 1 (lire en ligne).
- « La nouvelle doctrine de l’État actionnaire, selon Emmanuel Macron », Usine Nouvelle,‎ avril 2015, p. 1 (lire en ligne).
- « À la découverte de la maison Trudon, plus vieille manufacture de cire au monde », France info,‎ mai 2015, p. 1 (lire en ligne).
- « Décret d’Allarde, Loi Le Chapelier, textes libéraux ? », Contrepoints,‎ juin 2015, p. 1 (lire en ligne).
- Laurence Pean, « Christophe-Philippe Oberkampf, le maître de la toile de Jouy », La Croix,‎ octobre 2015, p. 1 (lire en ligne).
- Jean-Franois Preveraud, « Saint-Gobain : innovateur depuis 350 ans ! », Industrie et Technologies,‎ octobre 2015, p. 2 (lire en ligne).
- « De la manufacture d’armes stéphanoise aux bateaux de Beaumarchais », Le Progrès,‎ mars 2016, p. 2 (lire en ligne).
- « La Glacerie : Anéanti en 1944, le musée renaîtra de ses cendres en 1985 », Ouest-France,‎ avril 2016, p. 1 (lire en ligne).
- Pascal Ambrosi, « Les Cornevaux font revivre la Manufacture de Bains-les-Bains », Les Échos,‎ août 2016, p. 1 (lire en ligne).
- Gérard Coste, « L’avant et l’après Gutenberg : la révolution par l’imprimerie », Sud Ouest,‎ 8 février 2018, p. 1 (lire en ligne).
- Véronique Laroche-Signorile, « Le 13 avril 1598 Henri IV en signant l'édit de Nantes, pacifie la France », Le Figaro,‎ 12 avril 2018, p. 1 (lire en ligne).
- « Esclavage : 1642, et la France devint une puissance négrière », Geo,‎ mars 2019, p. 1 (lire en ligne).
- « Cherbourg-en-Cotentin. Le site historique de la Manufacture en voie d’être préservé », Ouest-France,‎ 12 avril 2019, p. 1 (lire en ligne).
- Béatrice Roman-Amat, « Louis XIII (1601-1643), Le précurseur de l’absolutisme », Herodote.net,‎ avril 2019, p. 1 (lire en ligne).
- Anissa Hammadi, « Patrimoine : Stéphane Bern au chevet de la manufacture royale des cires d’Antony », Le Parisien,‎ 2 mars 2020, p. 1 (lire en ligne).
- Thierry Sarmant, « Colbert et le Code noir: quels sont exactement les faits? », Le Figaro,‎ 25 juin 2020, p. 2 (lire en ligne).
- « L’histoire des marques ardennaises : le Charleville, fusil emblématique de la guerre d’indépendance américaine », L'Ardennais,‎ juillet 2020, p. 1 (lire en ligne).
- Pierre-Cyrille Hautcoeur, « Le plan Freycinet de 1879, une autre “relance” française », Le Monde,‎ 1er octobre 2020, p. 1 (lire en ligne).
- Julien Bouissou, « La traite négrière, oubliée de l’histoire économique », Le Monde,‎ 6 octobre 2020, p. 2 (lire en ligne).

#### Ministère de la culture
- « Tissage de draps fins, filature de laine dit Manufacture des Rames », Plateforme Ouverte du Patrimoine,‎ 1988, p. 1 (lire en ligne).
- « Ancienne manufacture royale de draps Le Dijonval », Plateforme Ouverte du Patrimoine,‎ 1992, p. 1 (lire en ligne).
- « Manufacture des Tabacs », Plateforme Ouverte du Patrimoine,‎ 1992 (lire en ligne).
- « Ancien four à porcelaine G.D.A. », Plateforme Ouverte du Patrimoine,‎ 1992, p. 1 (lire en ligne).
- « Manufacture des tabacs de Morlaix », Plateforme Ouverte du Patrimoine,‎ 1997, p. 1 (lire en ligne).
- « Ancienne manufacture royale de Montolieu », Plateforme Ouverte du Patrimoine,‎ 2004, p. 1 (lire en ligne).
- Robert Halleux, « Bernard Palissy », Archives nationales,‎ 2010, p. 1 (lire en ligne).
- Bernard Schotter, « Création de la Manufacture royale d'Alençon », Archives nationales,‎ 2015, p. 1 (lire en ligne).
- « Manufacture des Gobelins », Mobilier national,‎ septembre 2017, p. 2 (lire en ligne).
- « Châteauroux et les cités lainières d’Europe. De la manufacture royale de draps à l’usine Balsan », Archives nationales,‎ septembre 2018, p. 1 (lire en ligne).